# Подорожі Чжен Хе
Подорожі Чжен Хе (кит. трад. 鄭 和 下 西洋, спр. 郑 和 下 西洋, піньїнь: Zhèng Hé xià Xīyáng, акад. Чжен Хе ся Сіян, буквально «Чжен Хе йде в Західний Океан») — сім плавань величезного китайського флоту в Південно-східну Азію і Індійський океан в 1405—1433 рр., за часів правління імператорів Чжу Ді і Чжу Чжанцзі династії Мін. Керівниками плавань (у ранзі «головних послів», чженші 正 使) були імператорські євнухи: або одноосібно Чжен Хе, або Чжен Хе і Ван Цзінхун. Флот слідував по найважливіших торгових шляхах навколо Азії, досягнувши у своїх перших трьох плаваннях Південної Індії, а в наступних чотирьох і узбережжя Перської затоки. Окремі ескадри флоту також відвідали багато портів на аравійському і африканському берегах Аравійського моря.
Вважається, що головною метою подорожей були підняття престижу Мінської імперії і введення заморських держав у традиційну систему васальних відносин із Китаєм.

## Мотиви
Третина століття (1402—1435 роки), протягом якої на мінському троні сиділи імператори Чжу Ді (Юнле) і його онук Чжу Чжаньцзі (Сюаньде), була в багатьох відносинах вельми незвичайним періодом для майже трьохсотрічної історії династії Мін. У порівнянні як зі своїми попередниками, так і наступниками, режим Чжу Ді (і до якоїсь міри, Чжу Чжаньцзі) відрізнявся енергійною (і дорогою) військовою та дипломатичною діяльністю, спрямованою на посилення впливу «серединної Держави» — тобто китайської Мінської імперії — у всіх чотирьох сторонах світу. За двадцять із невеликим років правління Чжу Ді, його високопоставлені посланці відвідали практично всіх ближніх і далеких сусідів мінського Китаю, намагаючись забезпечити хоча б формальне, а іноді і реальне визнання ними китайського імператора як свого пана.
На думку істориків, серед причин організації цих експедицій було як бажання Чжу Ді отримати міжнародне визнання Мінської династії, що прийшла на зміну монгольській династії Юань, як нової правлячої династії «Серединної держави», так і затвердження законності свого перебування на троні, узурпувавши його у свого племінника Чжу Юньвеня. Останній фактор, можливо, поглиблювався ходінням чуток, що той аж ніяк не загинув при пожежі порцелянового імператорського палацу, а зміг втекти і ховається десь у Китаї або за його межами. Офіційна «Історія Мін» (складена майже 300 років по тому) стверджує, що розшук зниклого імператора був однією з цілей і для експедицій Чжен Хе . Крім того, якби Чжу Юньвень виявився живий і шукав підтримки за кордоном, експедиція Чжен Хе змогла б перешкодити його планам і показати, хто в Китаї є справжнім володарем.
Іншим важливим мотивом, що спонукав Юнле вжити широкомасштабні морські експедиції і поліпшити контакти з сусідами по континенту, було бажання пожвавити зовнішню торгівлю Китаю, заглухлу за роки ізоляціоністського режиму Чжу Юаньчжана. У той час, як податковий тягар, покладається на селян, був вже достатньо тяжким, Чжу Ді вважав, що саме зовнішня торгівля зможе послужити прибутковим джерелом для поповнення імператорської скарбниці. До того ж у перші роки правління Чжу Ді в результаті походів Тамерлана виявилися закриті звичні сухопутні шляхи торгівлі з Центральною Азією. Деякі історики вважають, що однією з первинних цілей відправлення морських експедицій в Індійський океан могло бути пошук потенційних союзників проти імперії Тамерлана; втім, ця мета незабаром втратила актуальність, оскільки Тамерлан помер незабаром після того, як пішов війною на Китай, а з його спадкоємцем, Шахрухом, відносини в Юнле незабаром налагодилися.
Як би там не було, з географічної точки зору зовнішня політика режиму Юнле було воістину всебічною. На сході численні китайські і корейські посольства перетинали Жовте море, щоб підтвердити васальну залежність Кореї від Мінської імперії. На заході посланці мінського імператора відвідували двір Тамерлана і його наступника Шахруха в Самарканді і Гераті і запрошували тибетського Кармапу в Нанкін.
На півночі імператором Юнле було проведено п'ять військових кампаній для підпорядкування монголів і організовувалася обмінна торгівля з «мирними» монголами, а флот євнуха-адмірала Ішихи спускався до низовий Амура, оголошуючи тамтешніх чжурчженів данниками мінської імперії.
Крім зовнішньополітичних цілей, експедиції Чжен Хе покликані були призвести картографічні знімання місцевості і мали якоюсь мірою науковий характер. Особливо важливим представлявся пошук і відбір екзотичних тварин і рослин, що представляли інтерес для медицини.

## Золотий флот
Будівництво кораблів для експедицій Чжен Хе, цілком ймовірно, було лише частиною великої суднобудівної програми, розгорнутої в перші роки ери Юнле. Згідно обережним підрахунками фахівця з мінської військової та морської історії Едварда Дреєра, флот експедицій Чжен Хе складався, як правило, приблизно з 250 суден: 40—60 величезних «кораблів-скарбниць» (баочуань) і близько 200 суден звичайних для китайських моряків і кораблів того часу розмірів.
Будівництво «кораблів-скарбниць» розгорнулося на корабельні Лунцзян («Драконова річка»). Це величезне підприємство розташувалося прямо під стінами Нанкіна — столиці імперії Мін того часу, на річці Ціньхуай (秦淮河) поблизу її впадання в Янцзи. Достовірної інформації про ці судна збереглося дуже мало, але згідно з існуючою історичної традиції, закріпленої в «Історії Мін», найбільші з цих судів були воістину величезні, маючи 44 чжана (не менше як 117 м) в довжину і 18 чжанів (не менше як 48 м) в ширину. Про осадку цих судів мінські джерела нічого не повідомляють, але історики вважають, що вона була близька до максимально можливої для їх проходу по Янцзи з Нанкіна в море (і, можливо, по річці Мусі в Палембанзі на Суматрі), тобто близько 6—7,5 м.
| |  | |  |  |
| |  | Річка Янцзи в Нанкіні в наші дні. Знання про її глибину (до початку сучасних днопоглиблювальних робіт) дозволяють стверджувати, що осад кораблів Чжен Хе не міг перевищувати 7,5 м. |  |  |
| Джонка з малюнка сунської епохи демонструє традиційну конструкцію китайського плоскодонного судна. За відсутністю кіля, велике кермо (на кормі) і бічні шверці допомагають стійкості судна |  | Сучасні моделі корабля-скарбниці Чжен Хе і каравели Колумба в однаковому масштабі. На відміну від судів Колумба моделювання судів Чжен Хе покладається великою мірою на уяву.       |  |  |

Хоча історики продовжують сперечатися, до якої міри можна вірити цим про розміри цих судів, що містяться в «Історії Мін», багато авторів як у Китаї, так і за його межами (включаючи того ж Дрейера), вважають, що вони цілком могли відповідати дійсності. Якщо це дійсно так, то широкі і плоскодонні судна-скарбниці в кілька разів перевищували за розмірами сучасні їм європейські кораблі. Вони удвічі перевершували по довжині і в кілька разів по водотоннажності найбільші європейські вітрильні дерев'яні кораблі — тридекові лінійні кораблі XVIII — початку XIX століть. Вони були порівнянні по довжині з найбільшими коли-небудь існуючими вітрильними суднами, наприклад, такими вітрильними гігантами початку XX століття як «Пруссія»; однак ці набагато пізніші судна мали сталеві корпуси та допоміжні парові машини для контролю вітрил. Осадка «скарбниці», мабуть, була лише ненабагато менше «Пруссії» (8,26 м), але мінський гігант був утричі ширше німецького вінджаммера (16,3 м).
Історики вважають, що флот Чжен Хе, побудований на основі принципів, розроблених китайськими корабелами в умовах прибережних морів, був головним чином розрахований на подорожі по порівняно спокійних прибережних водах і естуаріям Східної та Південної Азії. Його найдовші переходи у відкритому морі були через Південнокитайське море (з Китаю в Південно-Східну Азію), Бенгальська затока (між північним краєм Суматри і Цейлоном) і Аравійське море (між Цейлоном або Південною Індією і Перською затокою, Аравією і Африканським Рогом) — тобто по традиційним торговим шляхам із добре відомим і більш-менш передбачуваним режимом стабільних мусонових вітрів, де в сприятливих умовах флот рухався з середньою швидкістю до 2,5 вузла (4,6 км/год). Однак на таких судах навряд чи можна було плавати, наприклад, в Ревучих сорокових, навколо мису Горн.
Особовий склад експедицій складався з близько 27—28 тисяч осіб. Одне з джерел дає цифру в 37 тисяч замість 27 тисяч, але Дрейер пояснює це проста описка автора або копіїста. У деяких подорожах флот поділявся на ескадри, які рухалися окремо.

## Відмінності від європейських подорожей
Крім різниці у розмірі кораблів, їх кількості і технології будівництва між китайськими та європейськими експедиціями того ж часу були відмінності іншого характеру. На противагу європейцям, китайці не були зацікавлені у підкоренні нових територій — від тубільних володарів були потрібні лише формальне визнання китайського імператора як пана і посилка посольств із дарами в Нанкін (на які мінський двір відповідав щедрими відповідними дарами). Також, на відміну від європейців, вони не прагнули заснувати там факторії або бази і тим більше ввести свою релігію. Основною метою китайських мореплавців було встановлення дружніх дипломатичних відносин із традиційною китайською моделлю, причому зброя йшла в хід тільки у випадку, якщо їм доводилося стикатися з ворожим ставленням до себе. Тоді як рушійною силою європейських досліджень було прагнення до наживи при повній байдужості до того, яким способом буде досягнуто додатковий капітал а (тому в хід йшло все, починаючи з торгівлі прянощами, кінчаючи работоргівлею), китайська «комерція» носила переважно державний характер і переслідувала єдину мету — по можливості окупити витрати на утримання флоту.
Порівнюючи експедиції Васко да Гами та експедиції Чжен Хе, американський історик Роберт Фінлей (англ. Robert Finlay) пише: «Експедиція да Гами знаменувала собою незаперечну поворотну точку в світовій історії, ставши подією, що символізує настання Нового часу. Слідом за іспанцями, голландцями та англійцями португальці приступили до побудови імперії на Сході… На противагу цьому, мінські експедиції не спричинила за собою ніяких змін: ні колоній, ні нових маршрутів, ні монополій, ні культурного розквіту і ніякого глобального єднання… Історія Китаю і світова історія, ймовірно, не зазнали б якихось змін, якщо б експедиції Чжен Хе взагалі ніколи не відбулися».

## Хронологія плавань
| Порядковий номер | Роки      | Кількість «кораблів-скарбниць» | Чисельність екіпажу     | Регіони на шляху прямування (держави та/або основні населені пункти) |
| ---------------- | --------- | ------------------------------ | ----------------------- | --- |
| Перша подорож    | 1405—1407 | 62                             | 27 800                  | Східне узбережжя Індокитаю (держава Чампа), Ява (порти північного узбережжя), Малаккський півострів (султанат Малакка), Суматра (султанати Самудра-Пасай, Ламурі, Хару, Палембанг), Цейлон, Малабарське узбережжі Індії (Калікут) |
| Друга подорож    | 1407—1409 |                                |                         | Східне узбережжя Індокитаю (Чампа, Сіам), Ява (порти північного узбережжя), Малаккський півострів (Малакка), Суматра (Самудра-Пасай, Палембанг), Малабарське узбережжі Індії (Кочин, Калікут) |
| Третя подорож    | 1409—1411 | 48                             | 27 000                  | Східне узбережжя Індокитаю (Чампа, Сіам), Ява (порти північного узбережжя), Малаккський півострів (Малакка), Темасек, Суматра (Самудра-Пасай), Малабарське узбережжі Індії (Коллам, Кочин, Калікут) |
| Четверта подорож | 1413—1415 | 63                             | 27 670                  | Східне узбережжя Індокитаю (Чампа), Ява (порти північного узбережжя), Малаккський півострів (султанати Паханг, Келантан, Малакка), Суматра (Самудра-Пасай), Малабарське узбережжі Індії (Кочин, Калікут), Мальдіви, узбережжя Перської затоки (держава Ормуз)                                                                                                  |
| П'ята подорож    | 1416—1419 | 63                             | 27 411                  | Східне узбережжя Індокитаю (Чампа), Ява (порти північного узбережжя), Малаккський півострів (Паханг, Малакка), Суматра (Самудра-Пасай), Малабарське узбережжі Індії (Кочин, Калікут), Мальдіви, узбережжі Перської затоки (Ормуз), узбережжя Аравійського півострова (Дофар, Аден), східне узбережжя Африки (Барава, Малінді, Могадішо)                        |
| Шоста подорож    | 1421—1422 | більше 100                     | декілька десятків тисяч | … Ормуз, східне узбережжя Африки, узбережжя Аравійського півострова |
| Сьома подорож    | 1430—1433 |                                | 27 550                  | Східне узбережжя Індокитаю (Чампа), Ява (Сурабая і інші порти північного узбережжя), Малаккський півострів (Малакка), Суматра (Самудра-Пасай, Палембанг), район дельти Ганга, Малабарське узбережжі Індії (Коллам, Калікут), Мальдіви, узбережжя Перської затоки (Ормуз), узбережжя Аравійського півострова (Аден, Джидда), східне узбережжя Африки (Могадішо) |

### Перша експедиція
Початок першої подорожі припав на осінь 1405 року; за поширеною версією підрахунків, у ньому взяли участь 317 суден; по більш реалістичною — 255, включаючи 62 «кораблі-скарбниці». Вийшовши з Нанкіна, флот спустився по Янцзи в порт Люцзяган у гирлі Янцзи. Потім він пройшов уздовж китайського берега на південь, в порт Тайпін (місто Чанле в гирлі річки Мінь, поблизу Фучжоу в провінції Фуцзянь), де під час стоянки проводився поточний ремонт і караван чекав сприятливого вітру.
Першою заморською країною, відвіданою флотом Чжен Хе, була держава Чампа. На початку XV століття на території сучасного В'єтнаму знаходилось дві держави. Держава в'єтів (Дайв'єт), займала лише північну частину сучасної в'єтнамської території, а в південній її частині знаходилася країна чамів, Чампа. Відносини між Мінською імперією і Дайв'єтом були в цей момент на межі війни (яка і почалася в 1406 році), і Чампа, здавна ворогувала з В'єтською державою, стала природним союзником Китаю. Як столиця Чампа, місто Віджая, так і розташований недалеко від неї порт, відвідувані китайським флотами, були згодом зруйновані; нині на місці цього порту знаходиться місто Куїнон.
Флот потім відвідав Яву і султанат Палембанг на південному сході Суматри. Мінська політика ще з часів першого імператора Чжу Юаньчжана була традиційно спрямована на підтримку незалежності Палембанга від яванської держави Маджапагіт. Відносини Китаю з останньою були сильно зіпсовані ще в 1377 році, коли тодішній маджапагітський правитель Хайям Вурук стратив китайських послів, спрямованих у Палембанг для визнання суверенітету останнього.
Китайський флот продовжив свій шлях по стародавньому морському шляху з Індонезії до Південної Індії. Після відвідин Малакки і невеликих держав на півночі Суматри він перетнув Бенгальську затоку і дійшов до Цейлону, де його зустріли, згідно з китайськими хроніками, «з холодною зарозумілістю». Звідти вже було недалеко і до головної мети подорожі — міста-держави Калікут у Південній Індії. Правитель Калікута («заморін») протегував морську торгівлю, так що перебування там справило на китайців саме сприятливе враження. У Калікуті китайці вперше почули про існування «Муся», тобто Мойсея, причому припустили, що йдеться про індуїстське божество і його ідол поміщається в місті.
Після того, як наявний на кораблях товар був проданий і на виручені гроші тут же в порту зроблені закупівлі, у квітні 1407 року флот повернув назад. Проходячи Малаккською протокою, кораблям Чжен Хе довелося вступити в бій із піратами під командуванням Чень Цзуї (' Chen Zuyi), якого вдалося захопити в полон. Уже в Південнокитайському морі кораблі потрапили в тайфун; зневірені у своєму спасінні мореплавці заблагали про допомогу небесної покровительки мореплавців Тяньфей, і незабаром на щоглах з'явилися «чарівні вогники», услід за чим море заспокоїлося. Як зауважив ще Дайвендак, «вогники» були вогнями святого Ельма. Сам Чжен Хе вважав, що зобов'язаний своїм порятунком чуду, явленому милістю богині. Незабаром експедиція повернулася в Китай без подальших пригод.
Хроніки Мінської династії зберегли записи про страту Чень Цзуї і його підручних у Нанкіні (2 жовтня 1407 року), нагородження Чжен Хе та інших учасників його морського походу (імператорський указ 29 жовтня 1407 року). Приблизно в цей же час прибули в Нанкін із китайським флотом посланці з Калвкута, Кілона, країн північної Суматри, Малакки і «інших заморських країн» були прийняті імператором. Відповідно до звичаїв китайської дипломатії, заморські гості піднесли китайському імператору товари зі своїх земель і були щедро винагороджені китайськими паперовими і мідними грошима, на які вони могли закуповувати китайські товари.

### Друга подорож

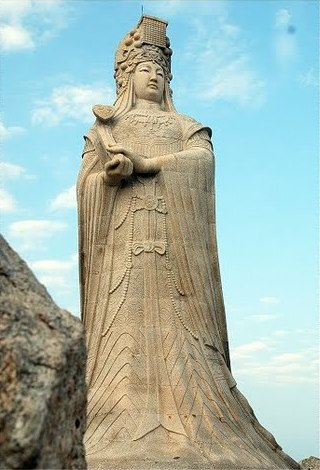
Сучасна статуя Тяньфей на о. Мейчжоу

Відразу після повернення флоту, Юнле наказав знову вийти в море, цього разу з метою доставити додому іноземних послів. Неясно, чи брав участь у цьому плаванні Чжен Хе, або ж цього разу він залишався в Китаї, поглинений турботами про ремонт храму богині-покровительки моряків Тяньфей на фуцзянській острові Мейчжоу, що вважається її батьківщиною. Якщо прийняти цю останню гіпотезу, слід вважати, що другу експедицію очолили євнухи Ван Цзінхун і Хоу Сянь (англ. Hou Xian).
У зв'язку з необхідністю працювати з дипломатичним листуванням, наприкінці 1407 року при імператорській академії Ханьлінь був заснований Інститут письмових перекладачів (四夷 館, Си і гуань, букв. «Палата іноземців чотирьох [країн світу]»), де йшла підготовка фахівців із мов багатьох народів Азії.
Кораблі вийшли в море наприкінці 1407 або на початку 1408 року. Точних даних про склад флоту немає. Багато авторів вважають що всього кораблів налічувалося 68, менше ніж минулого разу, можливо тому, що уряд цього разу не визнав доцільним посилати великий військовий ескорт. Проте в хроніках царства Юнле («Мін шилу») за жовтень 1407 року існує запис про наказ про ремонт (або переобладнанні) 249 кораблів, і Едвард Дрейер логічно припускає, що це і була підготовка флоту Чжен Хе — приблизно в тому ж складі, що і в першому плаванні.
Здебільшого друга експедиція трималася колишнього маршруту — кораблі відвідали Сіам, Яву, північну Суматру, Кочин і Калікут. Ця експедиція носила скоріше політичний характер, і китайці втручалися у чвари між сіамцями і кхмерами і також брали участь у виборі нового правителя (заморіна) міста Калікут. Ним став Мана Вікранам.
Поки флот Чжен Хе здійснював своє друге плавання, в Китай прибув (1408) Брунейський султан Абдул Маджид Хассан. Він став першим з усіх правителів Південно-Східної Азії, який особисто відвідав Китай, щоб висловити свою повагу імператору Юнле (який три роки раніше визнав незалежність Брунею від Маджапахіта). Однак під час свого візиту в Китай султан захворів і помер. Заморський гість був похований під Нанкіном із почестями, на його честь була встановлена стела на відповідній його званню кам'яній черепасі.

### Третя подорож

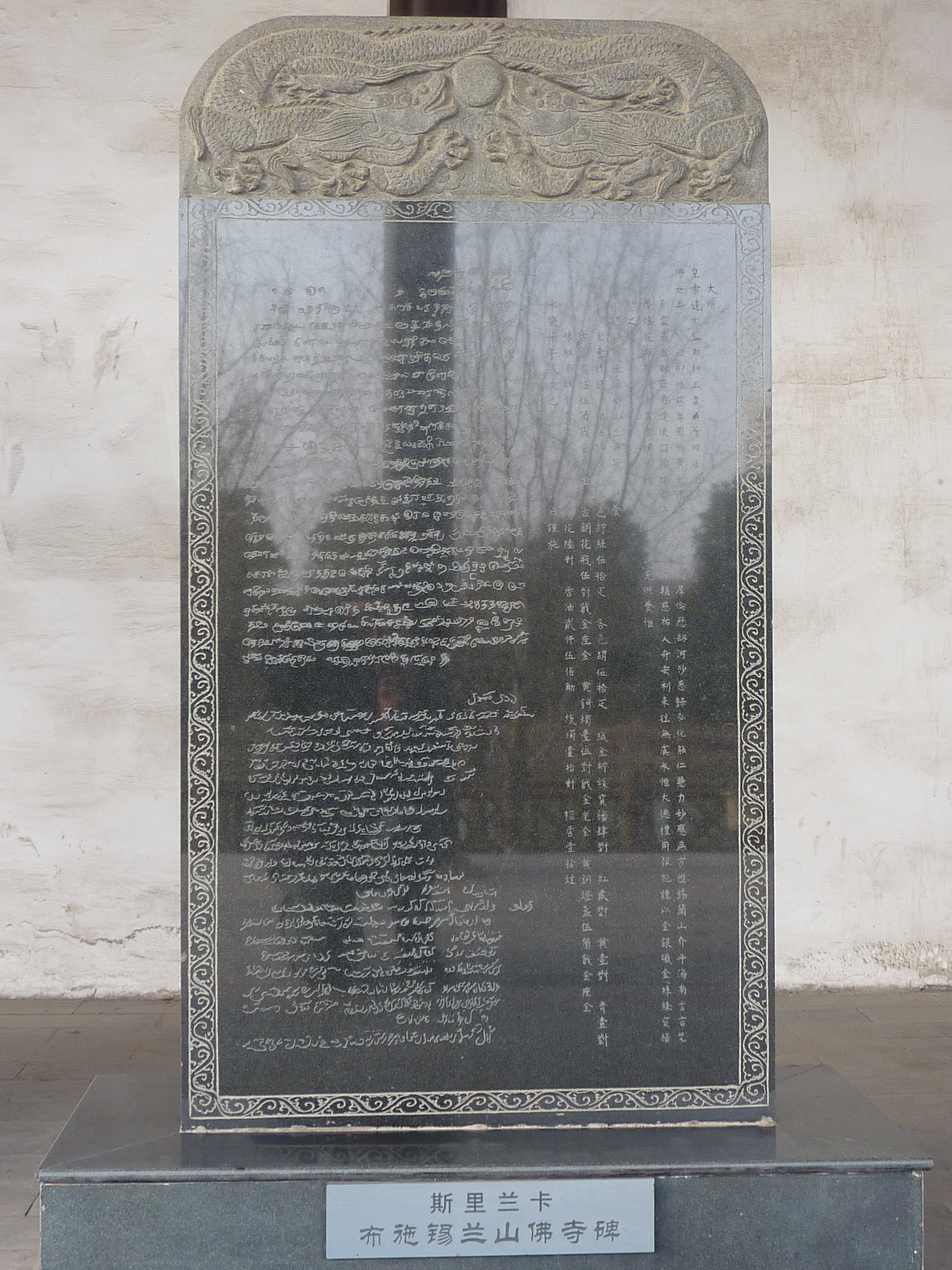
Копія тримовної стели (китайською, тамільською та перською), установлена Чжен Хе на Шрі Ланці

Третя експедиція вийшла в плавання в 1409 році. Історичні джерела кажуть, що до її складу входило 48 судів. Дрейер, втім, як завжди, зауважує, що джерела часто описували їх як «кораблі-скарбниці» (тобто, судна більш великого класу), і відповідно вважає, що на додачу до них до складу флоту входив і звичайний набір менших допоміжних суден, так що повний склад флоту був приблизно такий же (близько 250 суден) як і в перших двох плаваннях.
Керівниками експедиції поряд із Чжен Хе виступили Ван Цзінхун і Хоу Сянь. Грамотний солдат Фей Сінь взяв участь в експедиції (пізніше брав участь також у п'ятій і сьомій експедиціях) став згодом автором книги про плавання китайського флоту.
Зробивши коротку зупинку в гавані Тайпін у Чанле, китайські кораблі далі взяли курс на Чампу (південь сучасного В'єтнаму) і Темасек (Сінгапур). Далі вони прибули в Малакку. Китайці були зацікавлені в підтримці рівноваги сил між Малаккою, Сіамом і Явою — ця рівновага гарантувала стабільність і порядок у регіоні. Кілька років раніше (1405), засновник Малаккського султанату Парамешвара відвідав Мінську імперію і отримав від китайців печатку на знак визнання незалежності його султанату. Однак по дорозі додому печатку відібрали сіамці, які не визнавали суверенітету Малакки. Цього разу Чжен Хе доставив Парамешвара нову печатку замість вкраденої, що мало символізувати китайську підтримку його суверенної влади.
Далі кораблі Чжен Хе відвідали північносуматранський султанат Самудра-Пасай, звідки відпливли до Шрі-Ланки. Там китайці спорудили стелу на славу Будди, Аллаха й одного з індуїстських божеств, демонструючи таким чином свою повагу до місцевих звичаїв. Крім того, храмам всіх трьох божеств були зроблені багаті пожертви (причому строго рівні по кількості і вартості). Привезений із Китаю обеліск був знайдений в 1911 році біля міста Ґалле; нині[коли?] він зберігається в Державному Музеї в Коломбо.
На острові в той час суперничали між собою кілька претендентів на владу: на півночі — таміли, сповідували індуїзм, мусульманський узурпатор і, нарешті, в Котте — законний сингальський буддистський правитель Віджая Баху VI. У цей смутний час сингали не довіряли іноземцям, і один із місцевих вождів Ніссанка Алагакконара (або Алакешвара) відкинув китайські домагання і заборонив установку стели. Алакешвара, серед іншого виношував плани повалення з трону Віджайя Баху VI, виступив проти них і після короткої сутички змусив відступити на кораблі.
Флот продовжив свій шлях у Кілон, Кочин і Калікут. На зворотному шляху все ж було вирішено покарати сингалів. Те, що послідувало за цим, неясно й досі є предметом суперечок.
Так, якщо вірити китайським джерелам, Алакешвара зажадав від Чжен Хе сплати данини, отримав відмову і слідом за цим відправив каральну експедицію у складі 50 000 солдатів, щоб відрізати йому можливість відступити до кораблів, при тому, що в розпорядженні китайського адмірала було лише 2000 солдатів. Чжен Хе, розуміючи, що шлях йому перепиняють майже всі наявні у розпорядженні у Алакешвари військові сили, зробив несподіваний маневр і напав на столицю. Захопивши її і взявши в полон Алакешвару, він надалі безперешкодно повернувся на узбережжі. Алакешвара був доставлений у Нанкін, де йому було даровано прощення через його «невігластво» і владу його було наказано передати «кому-небудь із його мудрих соратників». Ніяких більш деталей китайські джерела не повідомляють і, напевно, плутаються щодо структури влади на острові настільки, що не представляється можливим зрозуміти, хто власне був доставлений у Нанкін — Алакешвара, Віджайя Баху VI або обидва.
Сингальські ж джерела стверджують, що Чжен Хе мав намір повалити владу Віджайя Баху VI і оголосити себе суверенним правителем у Котте. Алакешвара, також виношував плани по скиданню короля, нібито уклав союз із китайським флотоводцем. Далі король Віджайя Баху VI відвідав Китай, і після його повернення на острів Алакешвара наказав його таємно умертвити і оголосив себе суверенним правителем.

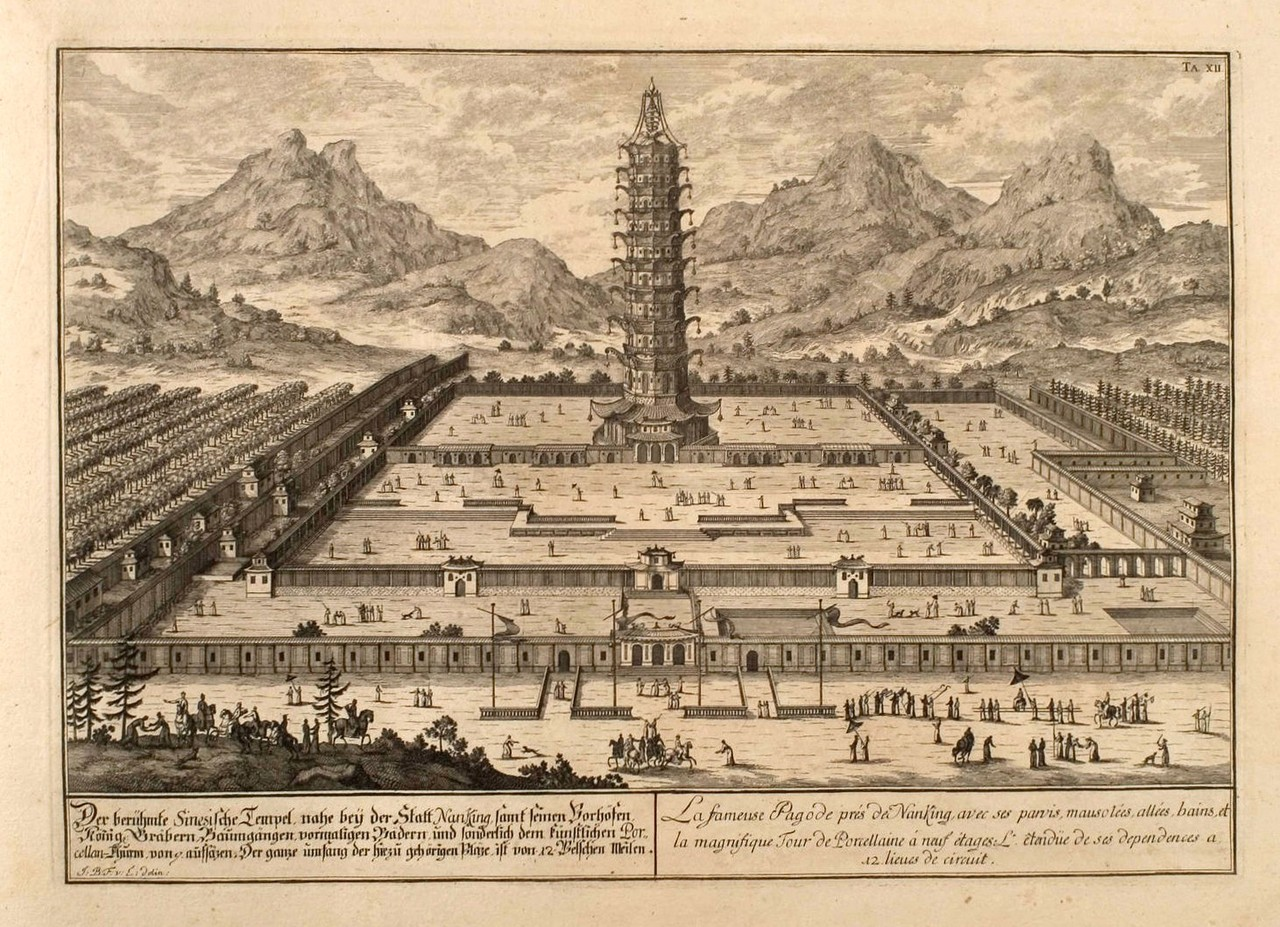
Порцелянова пагода. Ілюстрація з австрійського архітектурного атласу Фішера фон Ерлаха (1721)

Проте ж всі джерела сходяться в тому, що священна реліквія — зуб Будди, що зберігався на острові, — був відвезений у Китай. Китайські джерела замовчують, яким чином і навіщо це було зроблено, сигнали зі свого боку вважають, що китайці збиралися привласнити собі реліквію, що аж ніяк не узгоджується з тою повагою, яке ті проявили по відношенню до місцевих вірувань. Вчені припускають, що король Віджайя Баху VI добровільно поступився реліквію китайцям, щоб таким чином продемонструвати імператору свій статус суверенного правителя або ж не дозволити ідолу потрапити в руки Алакешвари. Так чи інакше, коли король повернувся на острів, зуб Будди повернувся разом із ним.
Флот повернувся в Нанкін у червні 1411 році. 1412 року на гроші, виручені від торгівлі в Нанкіні, почалося спорудження «Порцелянової пагоди», заввишки близько 80 метрів. Навколо пагоди були закладені сади, створені з рослин і населені тваринами, привезеними Чжен Хе з його експедицій. Вежа простояла більше чотирьох століть, поки не була зруйнована тайпінами в 1856 році.

### Четверта подорож

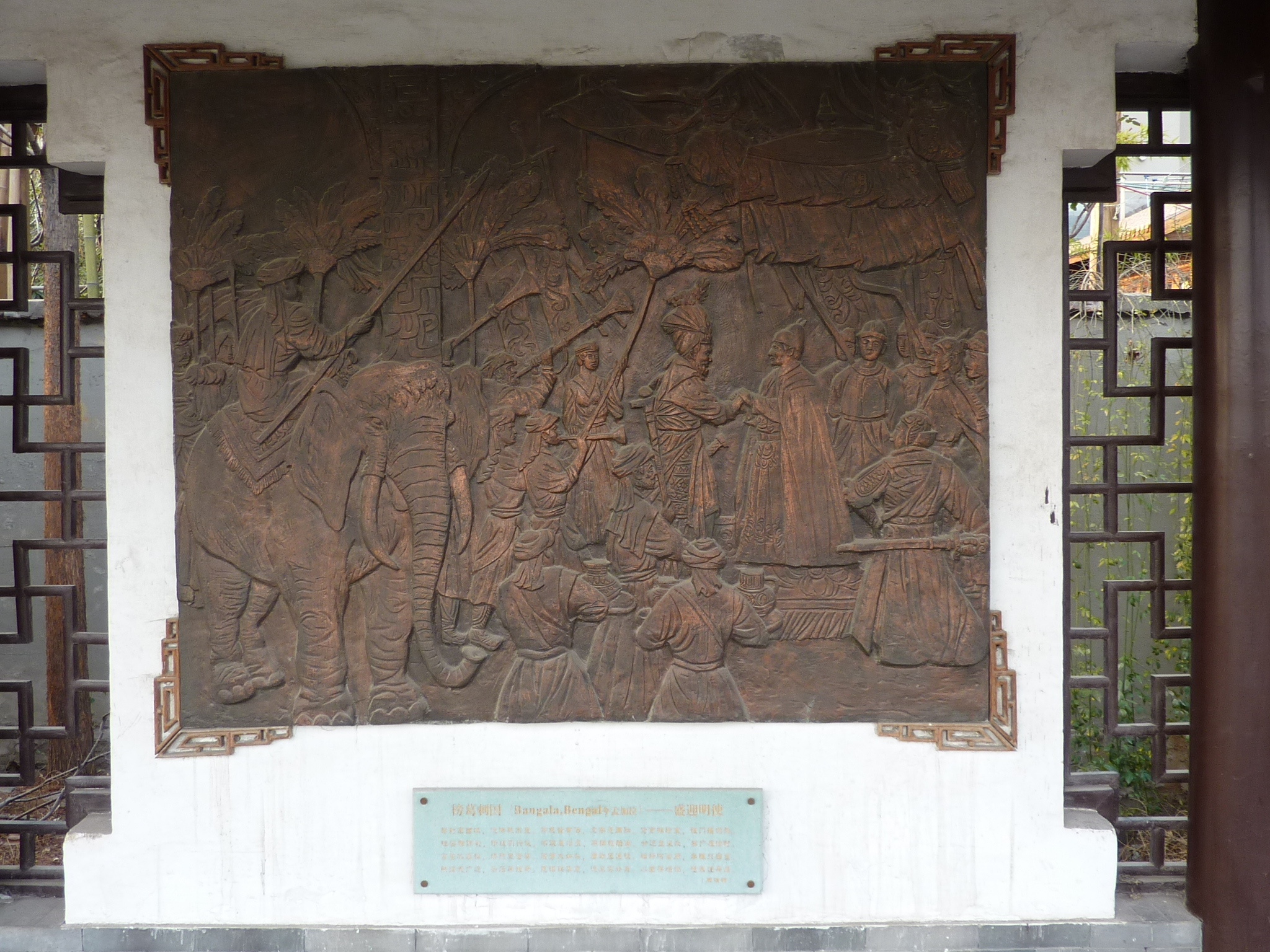
Китайські мореплавці в Бенгалії. Рельєф у Нанкіні

Оскільки в результаті трьох перших експедицій мети по налагодженню васальних і торговельних відносин із державами Південно-Східної Азії та південної Індії були досягнуті, в завдання четвертого плавно ввійшло відвідування Перської затоки і берегів Аравії та Африки. Хоча ці місця були і до цього якоюсь мірою відомі китайцям, вони ніколи не досліджувалися систематично. На думку багатьох авторів, в цьому новому і досить амбітному проєкті знайшла відбиття манія величі імператора.
Попри те, що наказ про експедицію був відданий у грудні 1412 року, флот Чжен Хе, мабуть, вийшов із Нанкіна лише восени 1413 року. Як звичайно, флот зупинився в Фуцзяні і покинув китайські берега лише в грудні 1413 або січні 1414 року. Згідно хроніці царства Юнле, флот налічував 63 кораблі (Дрейер вважає, що ця цифра — лише число великих судів, а з урахуванням менших супроводжуючих судів повний склад флоту був приблизно такий же, як і в попередніх плаваннях) з 28 560 особами на борту.
Оскільки, на відміну від попередніх експедицій, що закінчувалися в Індії, четверта експедиція прямувала до берегів Персії і арабських країн, в плавання з Чжен Хе пішла група китайських мусульман, що володіли певними знаннями мов і культури Близького Сходу. Найвідомішим із них є головний перекладач експедиції, знавець арабської мови Ма Хуань. Згодом він написав книгу, що стала найрозгорнутішим першоджерелом, яке дійшло до нас по плаванням флоту Чжен Хе. Перед відходом у море Чжен Хе також відвідав Сіань — один із головних центрів китайського ісламу — і взяв з собою в плавання Хасана (кит.: 哈 三), імама Сіанської мечеті Цінцзін, як перекладача і радника. Відомо і про низку інших мусульман, які брали участь у цьому і наступних плаваннях, як наприклад Фуцзяньський мусульманський діяч, Пу Хежі (кит. спр. 蒲 和 日, піньїнь: Pu Heri; також знаний як Пу Жихе, 蒲 日和), який брав участь у п'ятому плаванні.
Флот рухався за звичним курсом до Індії, зупиняючись по дорозі в Чампі, на Яві, Суматрі, Малайзії, на Мальдівах, Шрі Ланці і нарешті — в Індії. Частина флоту, під командуванням євнуха Ян Міня (杨敏, Yang Min), відокремившись від інших, вирушила в Бенгальське королівство.

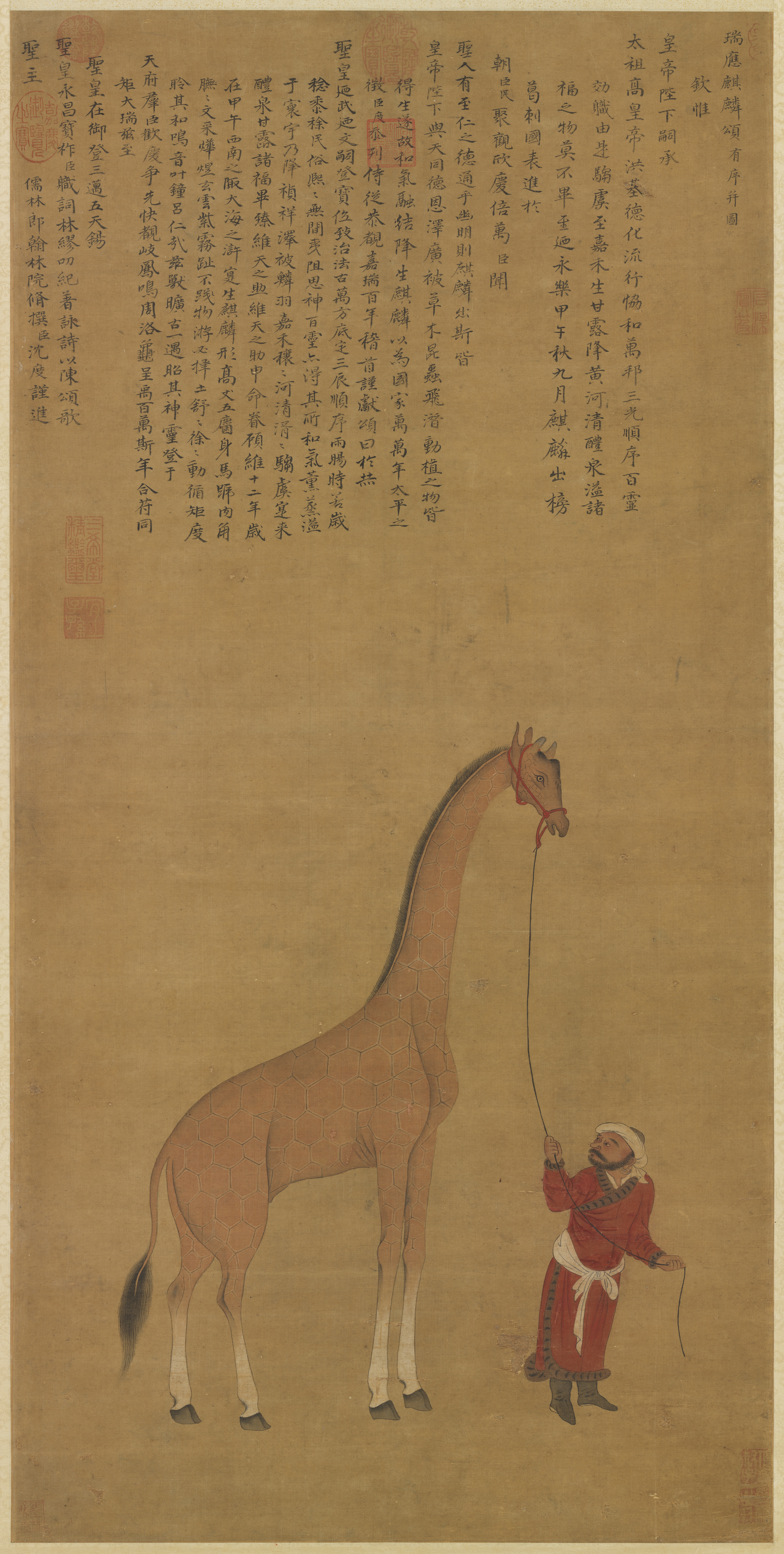
Жираф, привезений флотом Чжен Хе з Бенгалії (1414)

Від Мальдівських островів флот Чжен Хе взяв курс на Ормуз — місто-державу, що вразила китайців своїм багатством. Там же адмірал зустрівся з посланцями африканських держав і переконав їх приєднатися до його флоту і через нього передати шанобливі листи імператорові Юнле.
У тому ж 1414 році повернулася в Китай ескадра під командуванням Ян Міня, з якої прибув у Нанкін султан Бенгалії Сайфуддін. Султан привіз для китайського імператора екзотичний подарунок — жирафа (якого бенгальці, ймовірно, отримали з Малінді). Китайці прийняли жирафа за ціліня — легендарного звіра, що з'являвся лише під час щасливих і мирних царювань. Імператор вважав жирафа божественним знаменням, яке доводило, що Цар Небесний і інші боги задоволені його правлінням. Безліч придворних, включаючи Ян Міня, поспішили возславити Юнле, що отримав настільки явне свідчення божественної прихильності, але імператор, хоча і був задоволений цим, волів відповісти, що тому заслугою є правління його попередника. Крім «циліня» в Китай були також доставлені інші екзотичні звірі, як то «небесні коні» (зебри) і «небесні олені» (антилопи).
При звичайному на цьому маршруті відвідуванні султанату Самудра-Пасай на півночі Суматри, мабуть на зворотному шляху з Ормуза в Китай, екіпажу основного флоту Чжен Хе довелося взяти участь у боротьбі між визнаним Китаєм султаном Зайн аль-Абідін і претендентом по імені Секандер. Китайський флот привіз дари від імператора Юнле для Зайн аль-Абідіна, але не для Секандера, що викликало гнів останнього, і він напав на китайців. Чжен Хе зумів обернути це себе на користь: розбити його війська, захопити в полон самого Секандера і відправити його в Китай.
Влітку 1415 року Чжен Хе разом з основною частиною флоту повернувся в Китай, доставивши до імператора керівника суматранських повстанців Секандера, якого Юнле наказав стратити. Прибулі з флотом посланці Малінді також привезли з собою жирафа, причому міністр церемоній негайно взявся клопотати перед імператором про проведення спеціальної церемонії, яка була покликана піднести йому привітання з огляду на появу другого циліня, але і цього разу Юнле зволів відмовитися.

### П'ята подорож
28 грудня 1416 року імператор наказав Чжен Хе почати підготовку до нової експедиції. Перед адміралом знову ставилося завдання доставити додому послів із різних країн і далі плисти до африканського узбережжя, маючи на меті зав'язати торгівлю з тамтешніми державами. Крім того, він повинен був доставити державну печатку (цей подарунок символізував китайське визнання і підтримку) кочинському королю, щоб таким чином підтримати рівновагу сил між Кочин і сусіднім Калікутом.

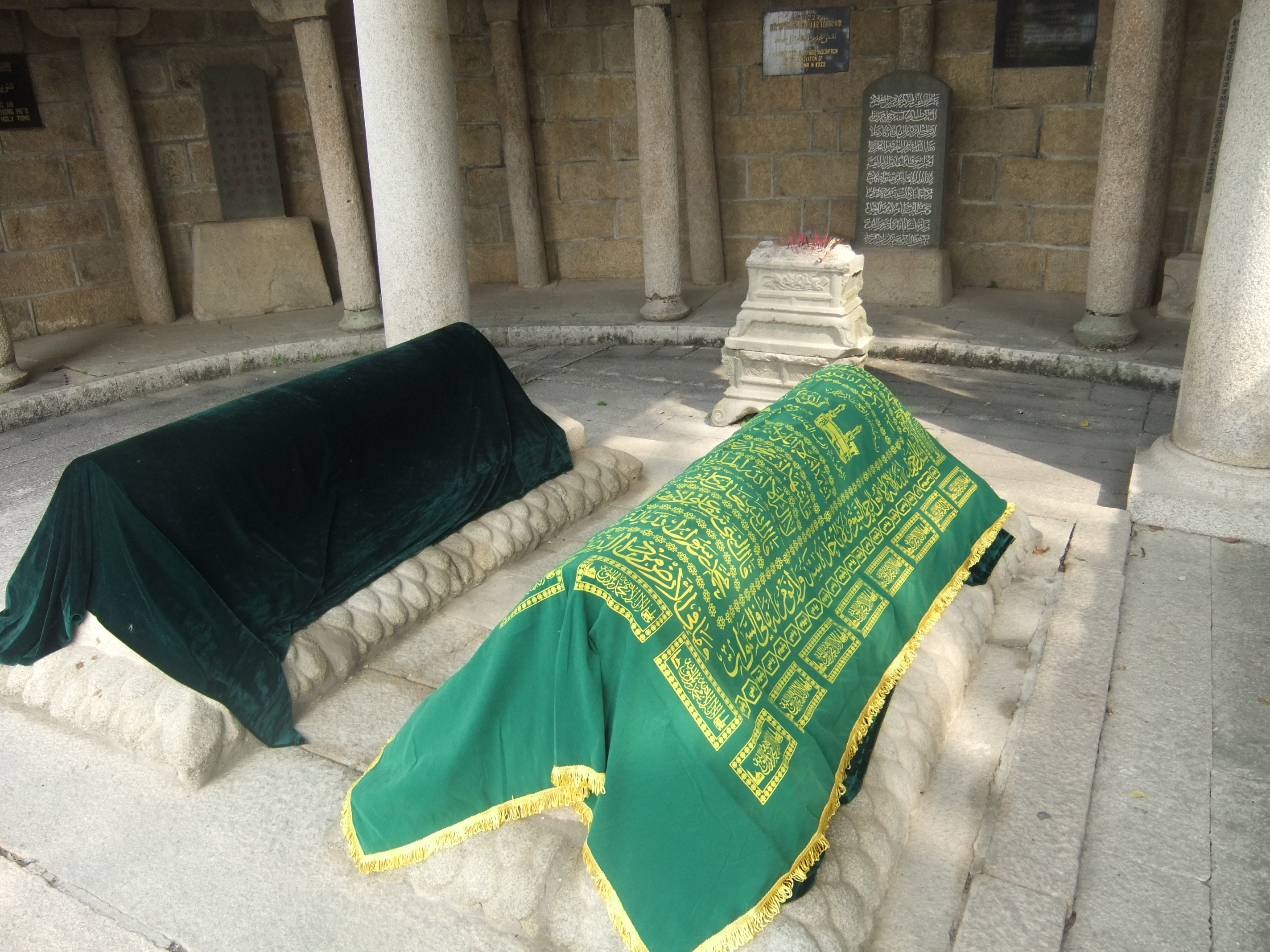
Гробниці двох стародавніх мусульманських місіонерів у Цюаньчжоу. Зліва — стела в пам'ять їх відвідування євнухом Чжен Хе в 1417 році

Флот затримався в Цюаньчжоу, де на борт був прийнятий вантаж порцеляни, і восени 1417 року вийшов у відкрите море. Рух йшов приблизно за тим же маршрутом, що й раніше: Чампа, Ява, Палембанг і Самудра-Пасай на Суматрі, Паханг і Малакка в Малайзії, потім Мальдіви, Цейлон, Кочин і Калікут в Індії. Кораблі знову відвідали Ормуз і потім у перший раз увійшли в гавань Адена, чия влада простягалася на весь південь Аравійського півострова аж до Мекки. Аденський султан аль-Малік ан-Насир Салах-ад-дін Ахмад (an-Nasir Ahmad, династія Расулідів) надав китайцям гостинний прийом, можливо, бажаючи перетворити їх на союзників проти мамлюкського Єгипту, з яким Аден вів боротьбу за священні для мусульман міста Мекку і Медину.
З Адена кораблі попрямували на південь, в перший раз досягнувши африканського узбережжя. Разом із ними у свої країни повернулися посланці з Могадішо (нині, столиця Сомалі), Барави, також у Сомалі) і Малінді (нині в Кенії). Населення цього узбережжя, які говорить мовою суахілі, було змішаним: воно походило від шлюбів між прийшлими торговцями (африканцями, арабами, персами та індусами) з місцевими аборигенками.

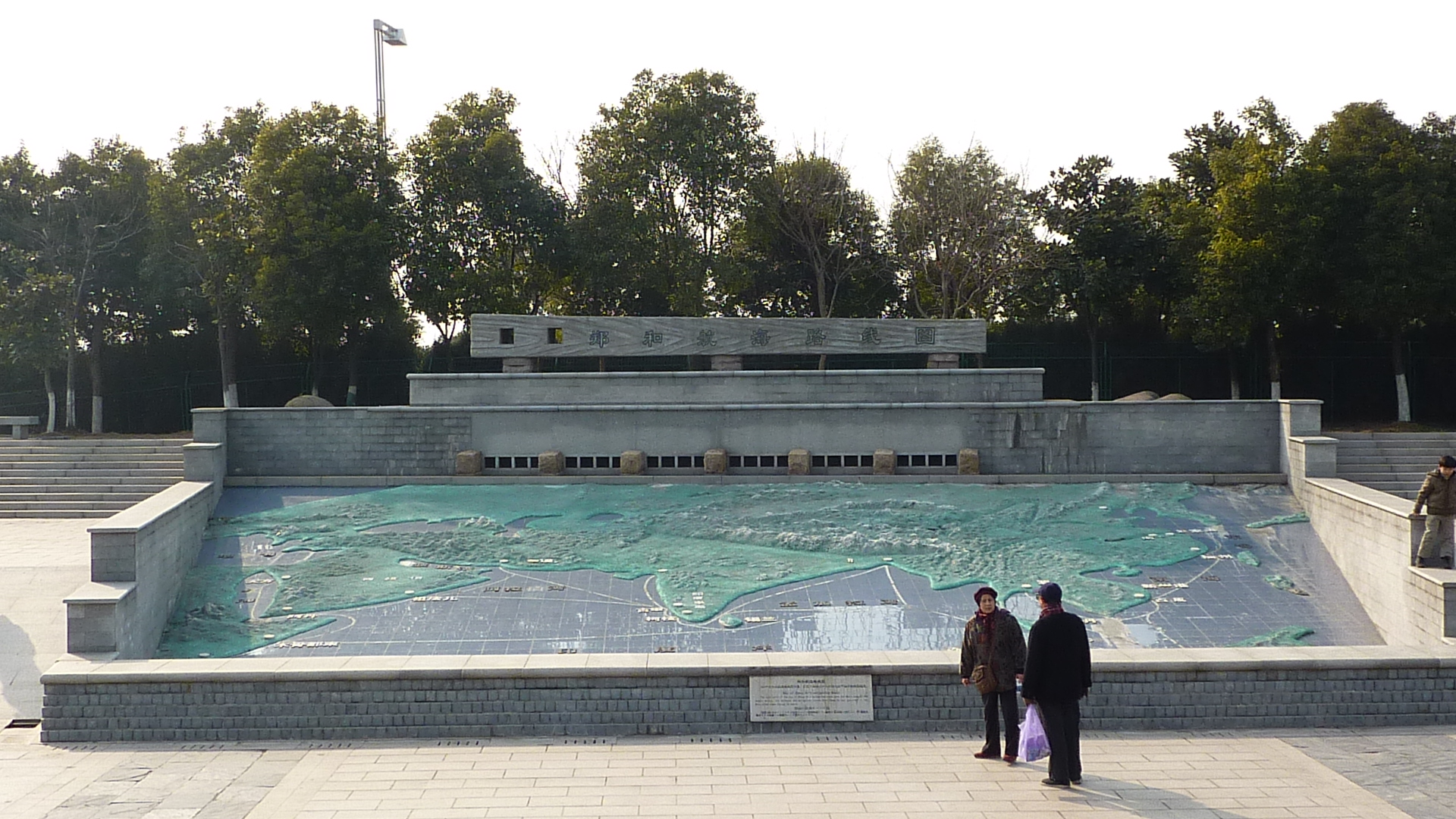
Барельєф-карта плавань Чжен Хе (Парк корабельні кораблів-скарбниць, Нанкін)

Фей Сінь описав пустельні сомалійські берега і кам'яні міста їх жителів. Він звернув увагу на агресивний характер мешканців Могадішо і вправи їх солдатів у стрільбі з лука. У романі Ло Маодена, правитель Могадішо поставився до появи китайського флоту недовірливо, але при вигляді переважаючих сил китайців вирішив не боротися з ними.
У числі інших «країн» (міст), відвіданих цією експедицією, мінські джерела згадують місце, назва якого передана китайською як «Ла-са». Вони описують пустелю, де знаходився це місто, але не дають чіткої інформації про його розташування. Хоча висловлювалися припущення, що Ла-са була в Сомалі, вірогіднішим є припущення, що вона була розташована недалеко від Мукаллі в Південному Ємені. У романі Ло Маодена для захоплення міста китайцям довелося обстрілювати його з катапульт або гармат, встановлених на облогових вежах. Однак ця інформація не викликає довіри у більшості істориків, оскільки йдеться про роман фантастичного змісту. До того ж, як зауважує Дрейер, в пустелі біля Ла-са немає деревини (згідно мінських джерел), з якої китайці могли б побудувати згадані Ло Маоденом башти.
Флот Чжен Хе повернувся в Китай 15 липня 1419 року. Посли іноземних держав своїм екзотичним видом викликали фурор при дворі. Вони також захопили з собою ще одного «циліня».

### Шоста подорож

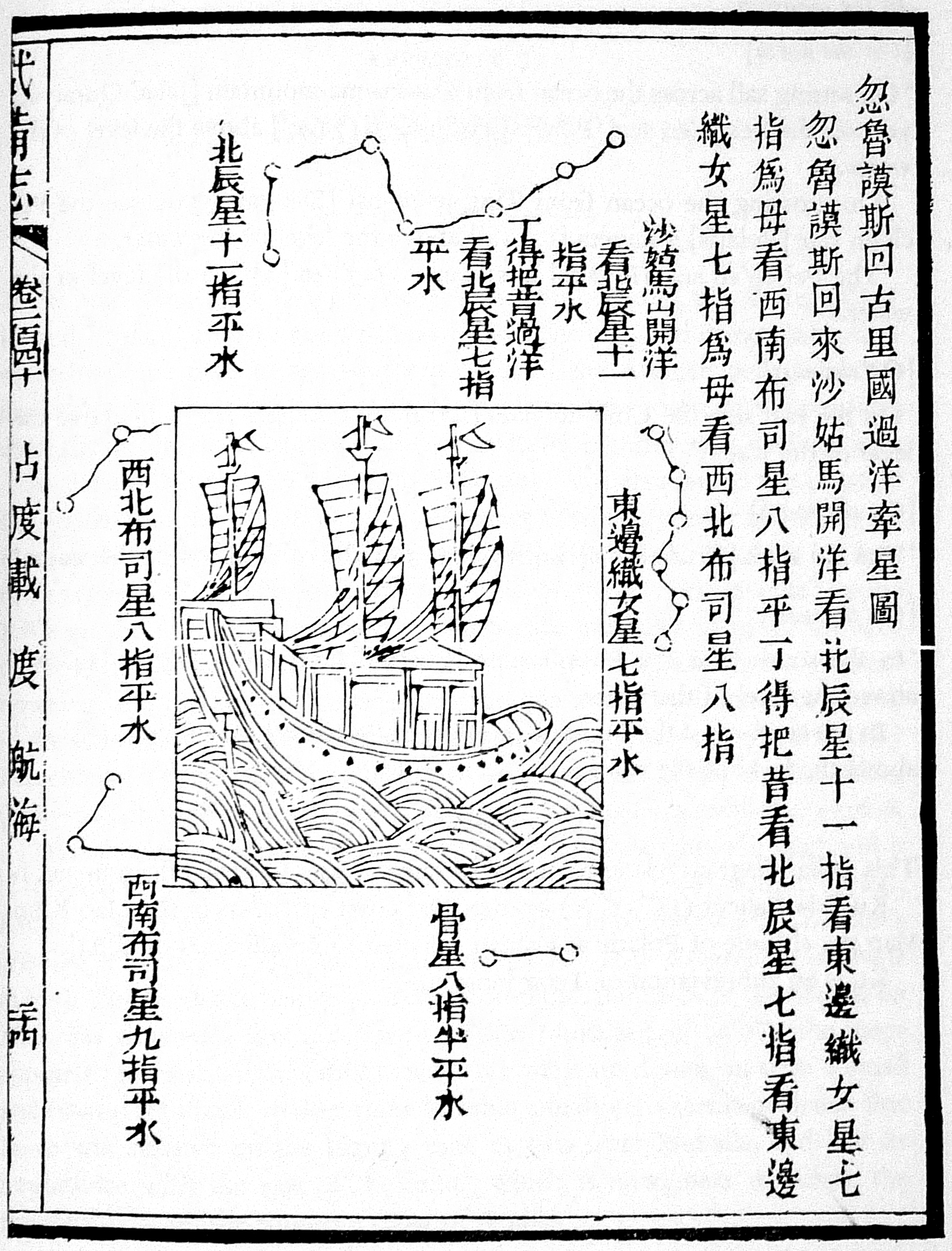
Фрагмент карти Мао Куня, що пояснює навігацію по зірках при поверненні з Ормуза в Калікут, і очевидно базується на картах або записах моряків Чжен Хе

Історичні дані про шосте плаванні флоту Чжен Хе дуже мізерні і допускають різні інтерпретації навіть щодо до дат подорожі. З одного боку, запис за 3 березня 1421 року в хроніці царства Юнле («Тайцзун ши-лу») згадує, що посланці іноземних держав були обдаровані імператором (у тому числі, паперовими грошима, на які вони могли закупити китайські товари), і Чжен Хе і його соратникам було доручено відвезти їх на батьківщину. З іншого боку, запис за 14 травня у тій же хроніці згадує про призупинення як морських плавань кораблів-скарбниць, так і закупівлі коней та інших товарів у народів на північному і західному кордоні Китаю.
У зв'язку з цим дослідники подорожей Чжен Хе розходяться з приводу дати початку шостого плавання. З одного боку, розумно вважати, що наказ про припинення морських плавання не призупинив шостого плавання, тому що до 14 травня 1421 року флот вже вийшов у море; це дало б йому достатній час, щоб виконати програму плавань і повернутися в Китай до 3 вересня 1422 року, коли в «Тайцзун ши-лу» є запис про повернення Чжен Хе. З іншого ж боку, китайські судна, як правило, йшли від берегів Фуцзяні у відкрите море пізно восени або взимку, з попутним зимовим мусоном. До того ж у книзі соратника Чжен Хе, Гун Чжена, згадується імператорський указ про відсилання експедиції, датоване 10 листопада 1421 року; на основі цього Дайвендак вважав, що до цього часу Чжен ще був у Китаї. У цьому випадку сенс указу від 14 травня 1421 року міг складатися в припиненні плавань у майбутньому, але не у скасуванні вже підготовлюваного шостого плавання.
Луїза Леватес вирішує хронологічну проблему, висловлюючи припущення, що флот розділився вже в султанаті Самудра-Пасай на Суматрі; інший євнух, Чжоу Мань, повів більшу частину флоту в Аден і Африку, а сам же Чжен Хе повернувся в Китай і вже в листопаді 1421 року зміг брати участь в урочистостях із нагоди перенесення столиці в Пекін і введення в експлуатацію тамтешнього Забороненого міста. Інакша ж думка, хоча флот і розділився на три ескадри в Самудра-Паса, всі вони дійшли принаймні до Індії. У кожному разі, ескадра Чжоу Маня досягла Адена і, мабуть, відвідала і інші порти в Аравії і Африці.

### Плавання Чжен Хе в Палембанг у 1424 році
«Тайцзун ши-лу», а слідом за нею і «Історія Мін» згадують, що в 1424 році Чжен Хе був посланий у суматранський Палембанг у зв'язку зі зміною поколінь у тамтешній китайської колонії: її керівник Ши Цзінцін помер, і імператор Юнле дозволив його синові Ши Цзісуню успадкувати цей пост. Коли Чжен повернувся до Китаю з Суматри, імператор Юнле вже помер.
Оскільки ці джерела помилково об'єднують друге і третє плавання флоту Чжен Хе в Індійський океан, це порівняно коротке плавання 1424 року дається там як шоста експедиція (так, щоб всього було перераховано «правильна» кількість експедицій, сім). Оскільки в джерелах, що вважаються істориками достовірнішими, а саме на стелах, встановлених самим адміралом у Люцзягані і Чанле, це плавання не згадується в числі семи плавань, здійснених флотом Чжен Хе, серед істориків існували різні думки про те, плавав чи Чжен Хе куди-небудь у 1424 році. Дайвендак, який ввів стели в науковий обіг, вважав, що вони доводять, що ніякого плавання в 1424 році взагалі не було. Е. Дрейер, однак, вважає, що порівняно «рядова» поїздка на Суматру безсумнівно мала місце, але просто ніколи не значилася самим Чжен Хе в числі його семи великих плавань в «Західний Океан», у зв'язку з її набагато меншим масштабом.

### Тимчасове припинення плавань
Попри те, що до того моменту Китай беззастережно домінував у Південнокитайському морі і на більшій частині Індійського океану, з багатьох причин було вирішено покласти край грандіозним плаванням «кораблів-скарбниць». Вже хроніка царства Юнле згадує (14 травня 1421 року) про зупинення як морських плавань кораблів-скарбниць, так і закупівлі коней та інших товарів у народів на північному і західному кордоні Китаю.
Після смерті Чжу Ді (імператора Юнле) 12 серпня 1424 року, його старший син Чжу Гаочі успадкував престол як імператор Хунсу. Чжу Гаочі зійшов на імператорський престол 7 вересня 1424 року, і в той же день він замість тимчасового припинення ввів постійну заборону на заморські експедиції. Одночасно були припинені і інші торгові операції на околицях імперії, як-то мінова торгівля з монголами (чай за коней) і державні закупівлі в Юньнані і «провінції Цзяочжи»(так у Мінській імперії іменувався північний В'єтнам).
Важливим чинником у припиненні подорожей вже в 1421 році була їхня вартість для імперської скарбниці, яка, крім них, несла також величезні витрати на війну у В'єтнамі, війни з монголами і підготовку до перенесення столиці з Нанкіна до Пекіна, де для імператора велося будівництво Забороненого міста. Крім порад від своїх фінансистів, імператор Юнле прислухався і до знамення: пожежа в новозбудованому Забороненому Місті (9 травня 1421 року), що почалася від блискавки, була трактована як знак втрати імператором Небесного Мандата, який вказує йому на необхідність негайно внести зміни в свою політику.
Заміна тимчасового припинення плавання на повну їх зупинку при воцарінні Чжу Гаочі (ера Хунсу) мала як об'єктивні, так і суб'єктивні причини. Фінансові ситуація імперії за останні роки правління Юнле не покращилася; китайські паперові гроші знецінювалися. Для самого ж Чжу Гаочі пріоритетом були гігантські проєкти, характерні для ери Юнле, але зменшення податкового тягаря на селянство. Він звільнив із в'язниці колишніх придворних свого батька, які протестували проти дорогих заходів ери Юнле, зокрема колишнього міністра фінансів Ся Юаньцзи, який був посаджений у 1421 році за відмову фінансувати шосту експедицію Чжен Хе.
Для імперського Китаю, зокрема Мінського періоду, характерна була боротьба за вплив при дворі між двома «партіями»: конфуціанськими чиновниками-інтелектуалами і євнухами. Ще будучи принцом, Чжу Гаочі оточив себе конфуціанцями і схвалював їх точку зору, що стабільність і процвітання імперії ґрунтуються на сільському господарстві та збалансованому держбюджеті, а не на амбітних зовнішньополітичних кампаніях.
Перше розпорядження, віддане в самий день коронації Чжу Гаочі як імператора Хунсу, було недвозначно направлено проти морських подорожей:
|  | Всі плавання кораблів-скарбниць припиняються. Всі кораблі, що стоять в порту Тайцан, повинні повернутися в Нанкін, всі товари на борту - повернуті в Департамент внутрішніх справ, де будуть зберігатися надалі. Якщо яким-небудь іноземним делегаціям захочеться повернутися додому, їм буде надано для цього невеликий ескорт. Китайські чиновники, що знаходяться нині[коли?] за кордоном, повинні негайно повернутися до столиці... отримавши ж раніше наказ приготуватися до виходу в море повинні негайно розійтися по домівках. (...) Будівництво та ремонт кораблів-скарбниць негайно припиняється. Заготівля залізного дерева (в оригіналі «Телімени» (铁力木), тобто, згідно з різними джерелами, тік або Мезу залізна) повинна не перевищувати обсягів, прийнятих при імператорі Хун'у. Справляння додаткового податку негайно припиняється. Припиняються всі державні закупівлі для потреб закордонних експедицій (виняток надається лише для тих, які вже доставлені на державні склади), а також карбування мідних монет, закупівля мускусу, сирої міді та шовку-сирцю ... [також] всі раніше зайняті закупівлею названих товарів повинні негайно повернутися до столиці . |

Попри політику імператора Хунсу, спрямовану на зменшення ролі євнухів, відсторонений від командування флотом Чжен Хе був призначений на важливу і почесну позицію командувача військами в Нанкінському окрузі, куди імператор планував повернути столицю з Пекіна. Протягом короткої ери Хунсу (імператор помер 29 травня 1425 року) Чжен Хе наглядав за закінченням будівництва Баоенського храму і ремонтом майбутніх імператорських покоїв.

### Сьома подорож

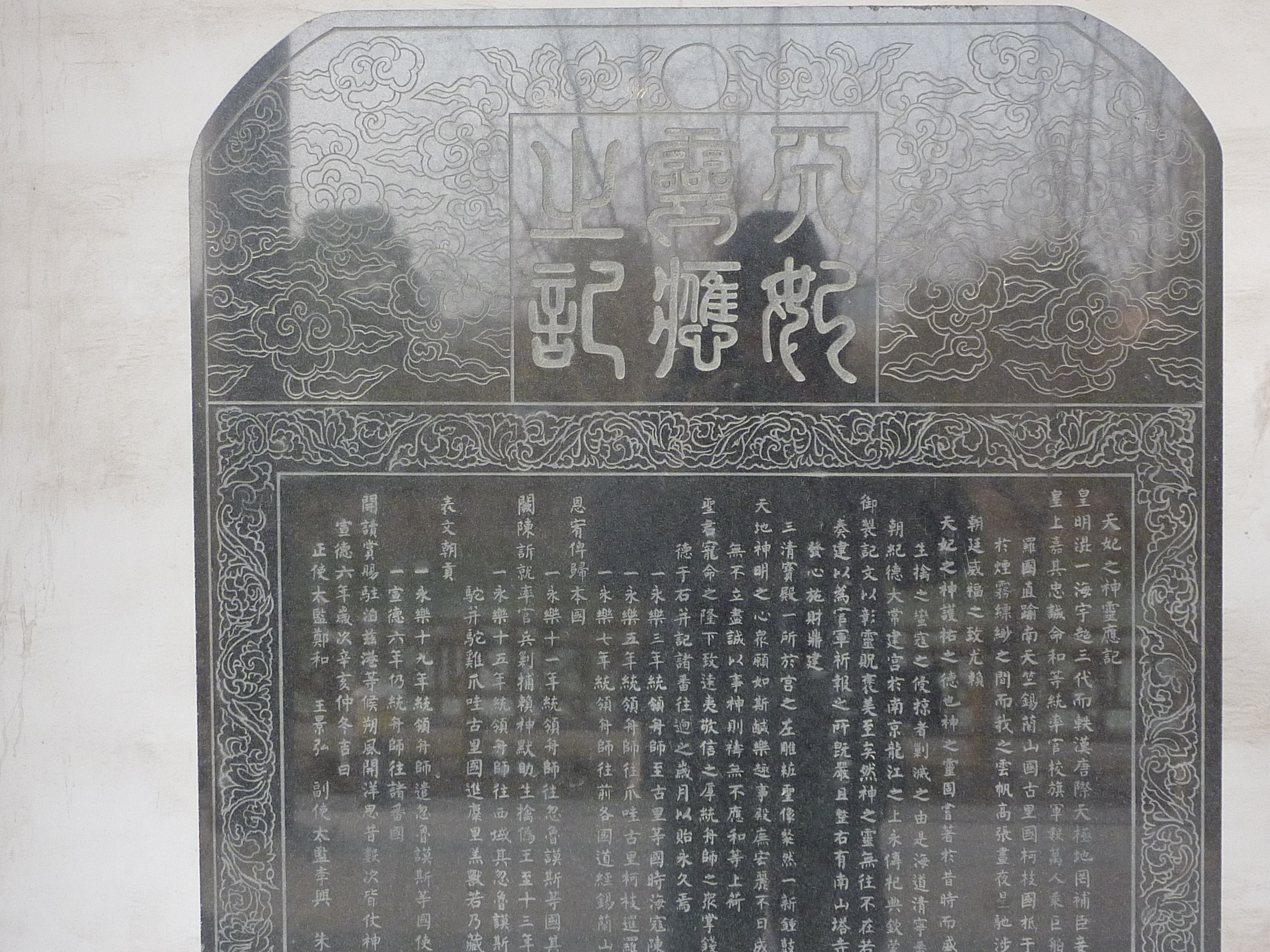
Верхня частина стели Чжен Хе з Люцзягана (сучасна копія)

Імператор Чжу Гаочі помер через дев'ять місяців після свого сходження на престол, трон після нього успадкував його старший син Чжу Чжаньцзі, який прийняв тронне ім'я Сюаньде. Стиль правління нового імператора частково був запозичений у батька, частково ж — у діда. Підтримуючи конфуціанців, він, проте ж, наблизив до себе і багатьох євнухів. Так само як і його батько, новий імператор намагався стримувати зростання податків. Він завершив війну у В'єтнамі, визнавши главу в'єтнамських повстанців Ле Лоя в'єтнамським імператором, і намагався не затівати нових воєн.
У той же час, як і його дід Чжу Ді, імператор Сюаньде прагнув підняти міжнародний престиж Мінської імперії. Його турбувало, що за час, що минув після шостої подорожі, потік заморських посланців, які прибувають у Китай із даниною, явно пішов на спад, і зовнішні позиції Китаю також ослабли. Тому 29 червня 1430 року, незабаром після смерті Ся Юаньчжи, одного з самих ярих супротивників морських подорожей, було наказано почати підготовку до нової експедиції, очолюваної досвідченими євнухами-мореплавцями Чжен Хе і Ван Цзінхуном.
Через шестирічну перерву між подорожами ця підготовка зайняла більше часу. Точних даних про склад флоту не існує, але, за поширеною думкою, цього разу в море мало вийти 300 суден — набагато більше, ніж під час минулих подорожей. Дрейер, утім, вважає що склад флоту був приблизно той же, що і в інших плаваннях (в яких, на його думку, як правило брало участь близько 250 суден).
Основною метою експедиції було підтримання миру серед заморських країн- «данників» Китаю. Самі назви судів досить красномовно свідчать про це: «Досконала Гармонія», «Довготривалий Спокій» або ж «Приємний Відпочинок» .
На відміну від інших шести подорожей, в істориків є детальні дані про маршрут і дати сьомого плавання, завдяки невідомому учаснику плавання, чиї записки під назвою «Ся Сіян» (кит.: 下 西洋, «[Похід] У Західний Океан») дійшли до нас у збірнику «Цяньвень цзи»(кит.: 前 闻 记, «Записки про почуте») Чжу Юньміна. Інформація про цей похід є також і в книгах Ма Хуаня і Фей Сіня. Від цього ж плавання до нас дійшли дві меморіальні стели, встановлені за вказівкою Чжен Хе: одна в Люцзягане в гирлі Янцзи, інша в Чанле в гирлі річки Мінь, на яких була висічена коротка хроніка попередніх шести подорожей і плани сьомого.
Флот вийшов із Нанкіна 19 січня 1431 року і 3 лютого прибув до Люцзягана, де 14 березня була встановлена перша стела, яка оповідала про відправлення флоту в заморські країни, щоб донести імператорські укази до їх мешканців. 8 квітня 1431 року флот прибув до Чанле, де провів залишок року, щоб поповнити запаси і збільшити екіпажі суден за рахунок додаткового набору, а також завершити роботи з будівництва храмів на честь покровительки моряків — богині Тяньфей. У грудні 1431 року або перших числах січня 1432 року там була встановлена друга стела, в якій Чжен Хе згадував, що флот чекає попутного вітру (тобто зимовий мусон), і просив божественної допомоги. Лише 12 січня 1432 року флот залишив Китай.
Флот прибув у Куїнон (держава Чампа на півдні сучасного В'єтнаму) 27 січня 1432 року. Ці дані дозволяють нам оцінити середню швидкість флоту в сприятливих умовах (постійний попутний вітер — зимовий мусон) в 2,5 вузла (910 морських миль від Чанле до Куїнн за 15 діб) .
Вийшовши з Куїнона 15 лютого, флот прибув у Сурабаю на Яві 7 березня 1432 року (що дає середню швидкість у 2,1 вузла). Китайці провели кілька місяців на Яві; 13 липня судна покинули Сурабаю і 24 липня прибули в Палембанг (на Суматрі) (знову 2,5 вузла). Точно невідомо, чи піднімалося весь флот вгору по річці Мусі до самого Палембанга, але Дрейер вважає, що найімовірніше так.
27 липня флот вийшов із Палембанга, прибувши в Малакку 3 серпня. Потім був перехід із Малакки в Самудра-Пасай (2—12 вересня; 1,4 вузла), що стала звичайним пунктом збору судів для переходу через Бенгальську затоку. Далі пішла найнебезпечніша ділянка шляху: перехід через Бенгальську затоку, далеко від будь-якої землі і в порівняно менш передбачуваних погодних умовах, ніж у знайоміших китайським морякам водах. Флот дійшов у Берувалу на західному березі Цейлону за 26 днів (2—28 листопада 1432 року; середня швидкість 1,5 вузла, що включала, втім, зупинку на Нікобарських островах).
Перехід із Берували в Калікут (на південно-західному березі Індії) зайняв 8 діб (2—10 грудня 1432 року; 1,8 вузлів).
Ще 34 діб зайняв перетин Аравійського моря з Калікута в Ормуз (14 грудня 1432 року — 17 січня 1433 року). На цьому маршрут, описаний переважно джерелі («Ся Сіян»), закінчується; згідно з його анонімного автора, 9 березня 1433 року флот вийшов з Ормуза в зворотний шлях. З Ормуза флот повернувся в Китай за спрощенішим маршрутом, ніж на шляху з Китаю до Ормуза (без заходження в Берувалу, Палембанг або на Яву, або навіть у Чанле), і лише з досить короткими зупинками, прибувши в Люцзяган 7 липня 1433 року, і в Нанкін — 22 липня.
Однак інші джерела, зокрема «Історія Мін», згадують, що посланці імператора Сюаньде відвідали не лише 8 країн, перерахованих в «Ся Сіян», а й ще 17 держав. Хоча, що означають деякі з перерахованих в «Історії Мін» назв, залишається відкритим питанням для істориків (наприклад, існує здогад, що «Ганьбалі» — це Коїмбатор у Південній Індії, що знаходиться на значній відстані від моря), більшість із них співвідносяться з узбережжям Арабського моря в Арабії і Африці, як, наприклад, Аден (в Ємені) і Могадішо (столиця сучасного Сомалі). Припускають, що ці регіони могли бути відвідані ескадрою, що відокремилася від головного флоту (маршрут якого документований в «Ся Сіян») в Калікуті. Подібна ж ескадра відвідала і Бенгалію. Згідно реконструкції Дрейера, це була одна і та ж ескадра, під командуванням євнуха Хун Бао. Ця ескадра відокремилася від головного флоту вже в Куї Ньоні або Семудері і після відвідин Бенгалії в 1432 році (про що розповідає колишній на борту Ма Хуань) прибула в Калікут. Ма Хуань у цей час покинув китайський флот із спеціальним завданням (див. нижче), а флотилія Хун Бао вирушила до аравійських і африканських берегів Арабського моря, але без заходу в Червоне море.
Сучасні біографи Чжен Хе (Леватес або Дрейер) не намагаються уточнювати, які конкретно порти в Бенгалії відвідували судна Хун Бао. Однак на основі книг Ма Хуаня і Фей Сіня можна вважати, китайський флот відвідав принаймні Читтагонг, Сунаргаон і тодішню тимчасову столицю Бенгалії, Пандуу.
Одним із найбільш цікавих епізодів сьомого плавання було відвідування групою китайців священних мусульманських міст Мекки і Медіни. Як розповідає у своїй книзі перекладач Ма Хуань, євнух Хун Бао, перебуваючи зі своєю флотилією в Калікуті, послав сім чоловік зі свого особистого складу, включаючи самого Ма Хуаня, в країну «Моце» (Мекка) на «кораблі тієї країни» (тобто калікутському), який у цей час йшов убік Мекки. Детальний опис подорожі в Мекку і Медину (морем до Джидди, і далі сухим шляхом через пустелю) і про мусульманські святині займає останню главу в книзі Ма Хуаня. Мекка стає відома китайським читачам як Тяньфан (天 方), тобто «Небесний куб», на честь її головної святині — храму Кааба. В описі, однак, є ряд явних помилок: шлях від Мекки до Медіни займає лише один день (а не близько 10 днів, як для реальних караванів); вхід у Каабу прикрашений двома кам'яними левами (статуї живих істот традиційно заборонені в ісламі). На підставі цього деякі автори вважають, що насправді Ма Хуань не був у Мецці, а написав свій звіт зі слів третіх осіб.
Сам же Чжен Хе, напевно, не зміг побувати в Мецці і помолитися в святих місцях, оскільки в іншому випадку це настільки важлива для мусульманина подія напевно була б згадана в будь-яких джерелах. За припущенням Леватес, він цього разу навіть не плавав і в Ормуз, а через проблеми зі здоров'ям залишався в Каликуте, як і Ма Хуань.
Заморські посли, які прибули з флотом або пізніше своїм ходом із Малакки і Суматри, отримали аудієнцію у імператора у вересні, причому серед привезених подарунків налічувалося ще п'ять «цилінів». Імператор був задоволений тим, що морська торгівля була відновлена, але не встиг скористатися цим, бо помер у результаті швидкоплинної хвороби в 1435 році.

## Межі плавань флоту Чжен Хе в Індійському океані
Які були найвіддаленіші пункти, відвідані ескадрами флоту Чжен Хе під час їх 4-го — 7-го плавань? Серед істориків мореплавання і картографії існує досить широкий діапазон думок із цього питання. Відвідини Малінді, у сучасній Кенні, приймається більшістю авторів без питань. Проте Е. Дрейер обережно зауважує, що присутня в мінських джерелах інформація про цей порт настільки мізерна (у порівнянні з набагато детальнішими звітами про сомалійські і аравійські міста), що не виключена можливість, що насправді китайські судна там не були, а просто взяли маліндійських послів на борт у якомусь північномішу порту. З іншого боку, висловлювалося припущення, що насправді вказаний на мапі Мао Куня 麻 林地 (Маліньді) насправді не Малінді, а набагато більше південний порт Кілва-Кісівані (у сучасній Танзанії); за цією версією 麻 林地 означає «земля (ді) Махдалі (малінь)», по імені правлячої в Кілва династії Махдалі.
Згідно анотації на карті Мао Куня, самим віддаленим пунктом, досягнутим китайським флотом, був «Хабур» (哈 甫 儿, Ha-pu-erh); через сильні шторми, флот не міг слідувати далі. Хоча карта не показує цей «Хабур», висловлювалися припущення, що він може відповідати узбережжя провінції Наталь у Південній Африці. А сієтлський фахівець з старовинних китайських карт Чжан Гуйшен висловлював навіть припущення, що «Хабур» — той же самий острів, що і показаний на карті даоса Чжу Сібена (1320) на південний схід від африканського узбережжя острів «Хабіла», і є ні що інше як субантарктичний острів Кергелен (49° пд. ш.).
Деякі дослідники пов'язують з ім'ям Чжен Хе і наявне на мапі венеційця Фра Мавро (бл. 1450) вказівка на те, що якийсь азійський (можливо, китайський) корабель досяг південного краю Африки, текст біля якої говорить:

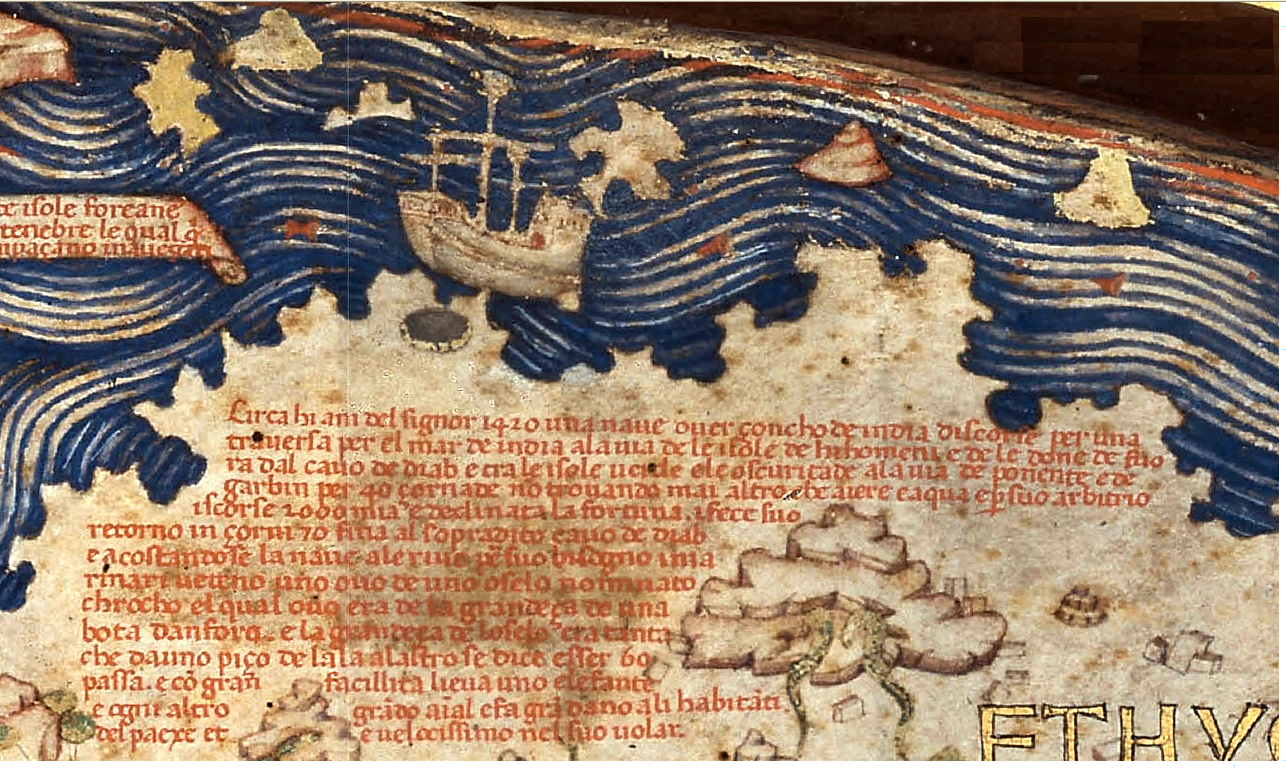
Фрагмент карти Фра Мауро з «індійською джонкою»

|  | Близько 1420 року якийсь корабель чи індійська джонка перетнула Індійський океан на шляху до островів Чоловіків та Жінок, за мисом Діабі, пройшла між Зеленими Островами і Морем Темряви. Вони пливли 40 днів, їх несло на захід і південний захід, не знаходячи нічого, крім повітря і води. За їх підрахунками, вони пройшли шлях у 2000 миль. Потім умови погіршали, і за 70 днів вони повернулися до вищезгаданого Мису Діабі. Коли морякам знадобилося пристати до берега, вони знайшли там яйце птаха, званого Рух, розміром з тулуб амфори; сам же птах був настільки величезний, що від кінчика одного крила до кінчика іншого було 60 кроків. Цей птах, може з легкістю забрати слона чи іншу велику тварину, завдає великої шкоди мешканцям тієї країни і літає надзвичайно швидко. Оригінальний текст (італ.) Circa hi ani del Signor 1420 una naue ouer çoncho de india discorse per una trauersa per el mar de india a la uia de le isole de hi homeni e de le done de fuora dal cauo de diab e tra le isole uerde e le oscuritade a la uia de ponente e de garbin per 40 çornade, non trouando mai altro che aiere e aqua, e per suo arbitrio iscorse 2000 mia e declinata la fortuna i fece suo retorno in çorni 70 fina al sopradito cauo de diab. E acostandose la naue a le riue per suo bisogno, i marinari ubitch uno ouo de uno oselo nominato chrocho, el qual ouo era de la grandeça de una bota d'anfora, e la grandeça de l'oselo era tanta che da uno piço de l'ala a l'altro se dice esser 60 passa, e con gran facillità lieua uno elefante e ogni altro grando animal e fa gran dano a li habitanti del paexe et è uelocissimo nel suo uolar |

## Китай і море після Чжен Хе
Історичні документи мінського періоду не містять будь-яких відомостей про смерть Чжен Хе або про його діяльності після сьомої експедиції. Тому історики, як правило, приймають традиційну версію його сім'ї, згідно з якою Чжен помер на зворотному шляху в Китай під час сьомої експедиції і його тіло було поховано в морі, з подальшим спорудженням кенотафу на пагорбі Нюшоу під Нанкіном. Однак існує також думка, висловлювана, наприклад, біографом Чжен Хе Сюй Юйхуа (кит.: 徐玉虎), згідно з якою флотоводець благополучно повернувся в Нанкін і прослужив на посаді військового коменданта Нанкіна і командувача свого флоту ще два роки, померши лише в 1435 році.
Ван Цзінхун — другий (поряд із Чжен Хе) керівник сьомого плавання — ненадовго пережив свого колегу. 1434 року один із суматринських правителів послав свого брата, чиє ім'я відоме з китайських джерел як Халічжихань (кит. спр. 哈利 之 汉, піньїнь: Halizhihan), з даниною до імператора Чжу Чжаньцзі. У Пекіні суматринський посланець захворів і помер. Ван Цзінхуну було доручено відвідати Суматру, щоб передати тамтешньому правителю співчуття від китайського імператора, але він загинув при аварії корабля біля берегів Яви.
Деякий час після повернення сьомої експедиції представники близьких і далеких заморських держав продовжували прибувати до Китаю. Так, Бенгалія підтримувала відносини з Китаєм ще кілька років після останнього плавання флоту Чжен Хе. «Історія Мін» згадує, що бенгальці доставляли в Китай «цилінь» (жирафів, мабуть поставлялися в Бенгалію з Африки) у 1438 і 1439 роках, але потім контакти з ними припинилися. Доставка данини з Камбоджі поступово зменшувалася і до 1460 року зовсім зійшла нанівець. Яванські посланці також стали рідкісними гостями в Китаї після 1466 року.
Китайський союзник, держава Чампа, що знаходилася на півдні сучасного В'єтнаму і була відвідувана в усіх плаваннях флоту Чжен Хе, була завойована в'єтнамцями 1471 року. Малакка, становлення якої як незалежної держави було тісно пов'язане з плаваннями Чжен Хе, була в 1511 році захоплена португальцями, які вчинили криваву різанину тамтешніх торговців-китайців.
Тим не менш, морські контакти з низкою сусідніх держав (Рюкю, Японія, Таїланд), які були активними ще при імператорі Хун'у, задовго до плавань флоту Чжен Хе, тривали тією чи іншою мірою практично протягом усього мінського періоду. Однак центр уваги мінської дипломатії, як і сама мінська столиця, перемістилися з півдня на північ, де боротьба з монголами, а потім із маньчжурами тривала з перемінним успіхом всі два з гаком століття, які залишилися мінській імперії. До кінця XV століття відповідальність за зносини з південними сусідами Китаю була довірена місцевій владі прикордонних і приморських провінцій: Гуансі, наприклад, посилала вказівки до В'єтнаму (1480), а Гуандун мав справу з Явою (1501). Коли на початку XVI століття інші заморські гості — португальці — прибули до китайських берегів, а потім і заснували колонію в Макао, вони зустріли подібне ж відношення: з ними мали справу провінційна влада з Гуанчжоу або регіональна з Учжоу (де базувався генерал-губернатор Гуанчжоу і Гуансі), а частіше і зовсім повітові, з Сяншань (нині Чжуншань). Спроба послати делегацію на чолі з Томе Пірешом безпосередньо до мінського трону закінчилася плачевно (1516—1524); єзуїтам Мікеле Руджері і Маттео Річчі знадобилося в сукупності більше 20 років зусиль (1579—1601), щоб нарешті отримати вхід у Заборонене місто.
Після 1435 року будівництво кораблів для потреб держави і державне мореплавання взагалі швидко прийшло в занепад. Історичних даних про долю тих кораблів, які в 1433 році повернулися до Китаю з останнього плавання в Індійський океан, не існує, але фахівці вважають, що термін їх життя був ненабагато відмінний від китайських кораблів XVI століття, які підлягали ремонту кожні 3—5 років і повної перебудови після 10 років служби, і заміна вийшовших із ладу кораблів більше не проводилася. 1436 року після смерті імператора Сюаньде і початку ери Чжентун (коли країною фактично стала керувати бабуся малолітнього імператора і євнухи, очолювані Ван Чженем) вийшов указ про заборону будівництва океанських суден, і обсяги будівництва суден менших розмірів були також скорочені.
Масові морські вантажні перевезення з дельти Янцзи на північ країни — головним чином, зерно для постачання Пекіну і військ — припинилися ще раніше, після відкриття реконструйованого Великого каналу в 1415 році, що своєю чергою викликало занепад у справі будівництва морських суден.
Конкретні причини зміни пріоритетів держави, її відмови від великомасштабної морської політики залишаються предметом дискусії істориків. У числі важливих факторів називаються як об'єктивна ситуація (необхідність економії коштів держбюджету в умовах практично постійної боротьби з монголами та загальних економічних проблем імперії), так і вікова ворожнеча між конфуціанськими чиновниками-інтелектуалами (яких, через століття, португальці прозвали «мандаринами») і придворними євнухами (з якими конфуціанці асоціювали будівництво флотів та інші ризиковані і дорогі затії).
Негативний погляд на євнухів посилився в суспільстві в результаті катастрофічний розвиток подій в еру Чжентун (1435—1449). Чжу Ціцжень, якому в момент приходу до влади в 1435 році ледь виповнилося сім років, перетворився на іграшку в руках палацових євнухів, очолюваних Ван Чженем. Коли в 1449 році півмільйонна китайська армія була знищена монголами в битві при Туму, а сам імператор потрапив у полон до них, вина за те, що сталося була покладена на євнухів, і насамперед на самого Ван Чжен, також загиблого в цій битві ). З іменами двох інших євнухів наступних десятиліть, Цао Цзися і Ван Чжи, також зв'язуються періоди «свавілля євнухів».

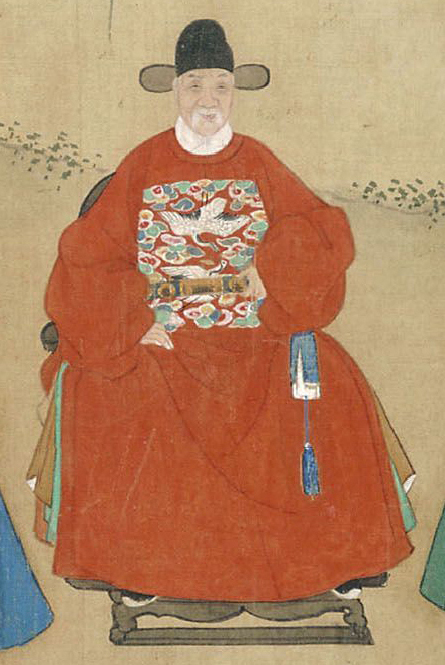
Архівіст-патріот Лю Дася

Існує багато варіантів історії про те, як у результаті ворожнечі між мандаринами і євнухами були знищені документи про плавання Чжен Хе, які зберігалися в державних архівах. За однією поширеною версією, в 1447 році євнух Ван Чжи, який спробував організувати нову заморську експедицію, запросив інформацію про плавання Чжен Хе, але отримав від міністра оборони, Сян Чжуна (Xiang Zhong), відповідь, що всі документи, які стосуються цього питання, загублені; насправді ж їх заховав або знищив чиновник цього ж (або суміжного) міністерства Лю Дася, щоб «перешкодити подальшій розтраті державних коштів» і безцільної загибелі співгромадян, призваних на морську службу. За свій патріотичний вчинок Лю Дася заслужив захоплення міністра і згодом сам зайняв високий пост. За іншою версією історії про архівіста-патріота, Ван Чжи збирався піти війною на В'єтнам і вимагає документи про війну у В'єтнамі періоду Юнле, які Лю Дася і знищив, щоб запобігти війні, яка б спустошила весь південний захід країни. За цією версією, міністром, одобрившим вчинок Лю, був Юй Цзицзюнь (Yu Zijun).
Є також і традиція, що зв'язує знищення документів з ім'ям міністра оборони Юй Цяня (1398—1457), який зазвичай розглядається як героїчна постать, яка врятувала країну після Тумуської катастрофи і боролася з засиллям євнухів. Однак історики вважають, що ця традиція являє собою лише досить поширену тенденцію людей пов'язувати ті чи інші відомі події з іменами знаменитих людей; в реальності ж знищення документів трапилося пізніше.
Історики зауважують, що навіть у розпал флотської активності на початку XV століття мінська імперія не переймалася створенням добре організованого флоту для захисту прибережних вод від піратів: відзначається, наприклад, що в 1417 році євнухові Чжан Цяню, який повертався в Китай із далекого плавання, довелося відбиватися від так званих японських піратів у самих берегів батьківщини. Хоча теоретично, за указом 1370 року, кожному з 70 приморських військових гарнізонів (вей) належало мати по 50 військових кораблів, на практиці, на думку історика Е. Дрейера, ні про які 3500 кораблях ніколи не доводилося вести й мови. А до початку XVI століття навряд чи 10—20 від числа кораблів, передбачених цим планом, існували в реальності, при цьому навіть найбільші з них були вантажопідйомністю в 400 ляо (ймовірно, близько 100 тонн вантажопідйомності або 160 тонн водотоннажності), з екіпажем близько 100 осіб. Історія Лунцзянської корабельні в Нанкіні (де будувався флот Чжен Хе), що вийшла в 1553 році, зазначає, що ніяких планів чи вимірювань океанських суден із часів Чжен Хе не збереглося, а кораблі, які ще продовжували будуватися (головним чином, з деревини, взятої з старих кораблів), були дуже поганої якості.
Коли проблема з піратами загострилася в середині XVI століття, Ци Цзігуан який очолив боротьбу з ними зміг обзавестися лише невеликим флотом малих патрульних суден; ніяких спроб знову побудувати великий флот за типом Чжен Хе не робилося. Уряд же нерідко вважав, що найдієвішим засобом боротьби з піратами буде «морська заборона»: заборона будувати які б то не було морські судна і виходити в море, обмеження легальної морської торгівлі дуже невеликим числом портів, а інший раз і примусова евакуація населення з прибережної зони. Ці заборонні заходи завдали додаткової шкоди економіці, падіння доходів від морської торгівлі повело за собою розквіт контрабанди, якою промишляло приморське населення.
Попри знищення архівних документів, певна кількість документальної інформації про плавання ери Юнле збереглася серед мінських військових фахівців. Так, у складеній в 1620-х роках військової енциклопедії Убей чжи є навігаційна карта, що показує маршрути плавань із низовій Янцзи через Південно-східну Азію та Індійський океан до Аравії і Африки. Ця карта безсумнівно ґрунтується на даних, зібраних під час плавань Чжен Хе

## Пам'ять про плавання Чжен Хе

### Чжен Хе в пам'яті китайського суспільства

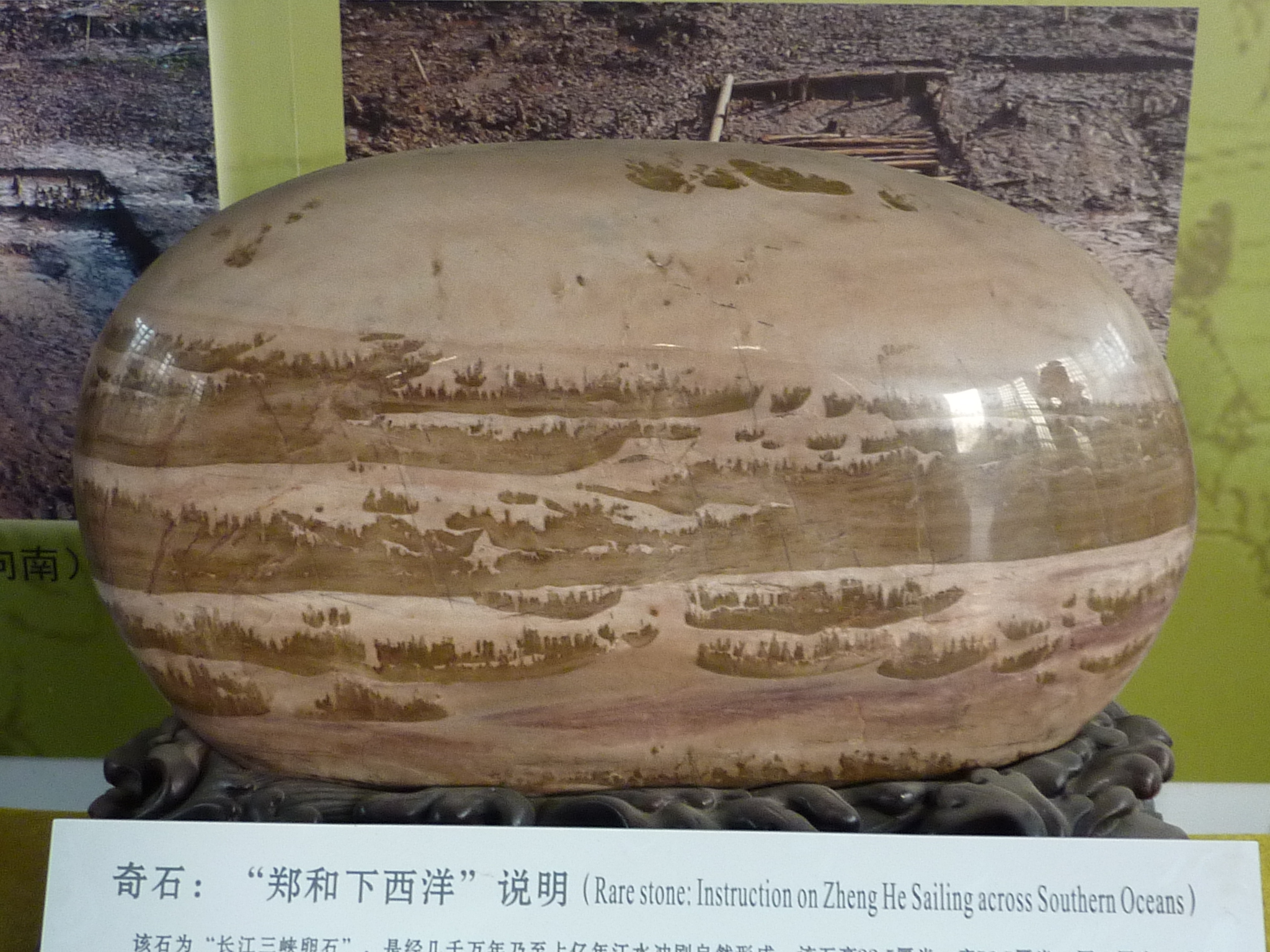
Камінь, природний візерунок на якому нагадує про флот Чжен Хе, що виходить у море — краса і гордість сучасного Музею корабельні кораблів-скарбниць у Нанкіні

З розвитком кризи мінської династії посилилися настрої, спрямовані на відкриття та героїзацію діячів минулого, які уособлювали собою краще життя і кращі часи, здатність Китаю перемагати зовнішніх ворогів. Імена Чжен Хе і Ван Цзінхуна знову з'явилися в народній пам'яті.
Так, в 1597 році — в обстановці, коли японці наважилися напасти на найближчого китайського союзника, Корею, і лише ціною величезних витрат і втрат були вигнані з півострова, — Ло Маоден (кит.: 罗 懋 登) опублікував фантастико-пригодницький роман «Плавання Чжен Хе по Індійському океану» . У цьому творі справжня інформація, почерпнута з історичних джерел, доповнена авторською фантазією. Подорож Чжен Хе представляється подією епічного масштабу, повна битв із ворожими силами (на відміну від офіційної історії, де згадуються лише три великі військові операції — проти піратів у Палембанзі, проти повстанців у Семудері і на Цейлоні — плюс сутички з яванцями в 1407 році), а сам командувач наділяється рисами жорстокосердого завойовника, розстрілює ворожі міста, нещадно розправляється з мирним населением.
У 1615 році з'явилася п'єса невідомого автора «За імператорським наказом, Саньбао вирушає в плавання по Західному Океану» (奉天 命 三 保 下 西洋).
На початку XX століття, на хвилі руху за звільнення Китаю від іноземної залежності, принесеної за допомогою європейських флотів, образ Чжен Хе, що стоїть на чолі потужного китайського флоту, знайшов нову популярність. Великий внесок у популяризацію цього образу внесла опублікована в 1905 році стаття публіциста Лян Цічао «Чжен Хе — великий мореплавець нашої батьківщини».
У сучасній КНР Чжен Хе розглядається як одна з видатних особистостей з історії країни, а його плавання (зазвичай розглядаються як зразок мирної політики Китаю по відношенню до своїх сусідів) протиставляються загарбницьким експедиціям європейських колонізаторів XVI—XIX століть

### Китайська діаспора в Південно-Східній Азії

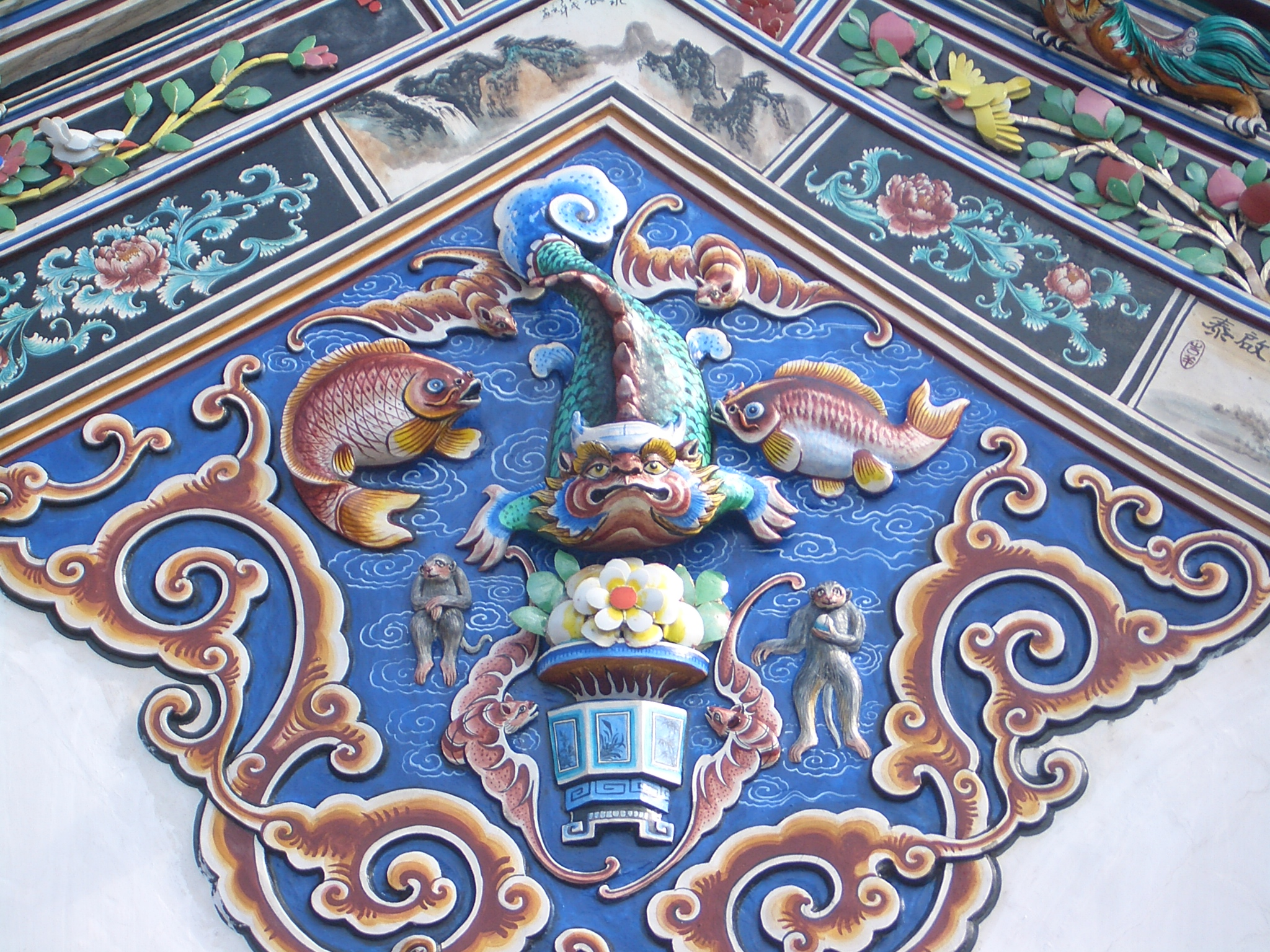
Фрагмент декору храму По Сан Тен (на путунхуа: Бао Шань Тін) біля підніжжя «Китайського пагорба» в Малаці

Подорожі Чжен Хе дали потужний імпульс до зростання китайської діаспори, яка, постійно збільшуючись за рахунок купців і дезертирів, осіла на прибережних землях, що простягаються від китайських кордонів аж до Індії. Багато китайських громади Малайзії та Індонезії розглядають Чжен Хе і Ван Цзінхуна як фігур-засновників, практично як святих-заступників. На їх честь споруджено храми і поставлені пам'ятники.
У Малайзії дуже популярна легенда про те, що Чжен Хе, в XV столітті прямуючи в Малакку, привіз із собою китайську принцесу на ім'я Хан Лібо, якій належало вийти заміж за Малаккського монарха. Принцеса привезла з собою 1500 чоловік прислуги і 5000 молодих дівчат, які осіли в районі «Китайського пагорба» (Букіт Чину) в Малакці і стали прабатьками китайців-старожилів Малайзії та Сінгапуру, відомих як баба-ньоня, або перанакан и (на відміну від більш пізньої хвилі китайської імміграції, яка прибула під час британського панування в XIX—XX століттях).
Ця історія, проте, відсутня в китайських анналах. Якщо вірити хроніці Фей Сіня і раннім португальським свідченнями, то можна припустити, що в реальності один із Малаккських султанів одружився з китаянкою, дочкою одного з моряків, що залишилися в Малаці.

### У Європі
На рубежі XV—XVI століть португальські мореплавці проникли в Індійський океан і приступили до встановлення свого контролю над його торговими шляхами, по яких (у зворотному напрямку) плавав флот Чжен Хе менш століття до того. У портах цього океану ще була жива пам'ять про китайську армаду, хоча спершу португальцям було не надто ясно, звідки вони там з'являлися. Одна з перших відомих європейських згадок про загадкових візитерів — лист працюючого в Лісабоні флорентійського підприємця Джироламо Серніджі про першу експедицію Васко да Гами, який він відіслав на батьківщину в липні 1499 року. За його словами, в Калікуті португальці дізналися про те, що років 80 до них там побував флот добре озброєних «білих християн, c довгим волоссям як у німців», які потім поверталися кожні два роки. Оскільки про які-небудь походи німців до Індії португальцям нічого відомо не було, Серніджі припускав, що можливо у росіян є порт у цьому регіоні і це могли бути вони. Незабаром, однак, португальці дізналися від індійців, що таємничих прибульців звуть «Чин» (назва, яку в першій половині XV ст. Європейці ще не ототожнювали з «Катаєм», де був Марко Поло), і в 1508 році Мануел I дав завдання адміралу ді Секейрі 
|  | довідатися про «чинів», з яких місць вони прибувають і як далеко [до туди], і в який час [року] вони відвідують малакку або інші місця, де ведуть торгівлю, і які товари привозять, і скільки їх кораблів приходить щороку, і що це за кораблі, ... і багаті вони купці, і слабкі вони люди або воїни, і чи є у них зброя або артилерія, і який одяг носять, і великі вони ростом, і всю іншу інформацію про них, і християни вони чи язичники, чи велика їхня земля, і один лише над ними король або кілька ... Оригінальний текст (порт.) Preguntarees pollos chijns, e de que parte vem, e de cam longe, e dem quanto em quanto vem a Malacca ou aos lugares em que tratauam, e as marcadarjas que trazem, e quamtos naoos d elles vem cado anno , e pellas feyçoes de suas naoos, ..., e se sam mercadores riquos, e sse ssam homeens fracos o guerreiros, e se teem armas ou artelharjas, e que vestidos trazem, e sse ssam gramdes homees de corpos, e toda a outra enformacam d elles, e sse ssam christaaõs se gentios, ou sse he gramde terra a sua, e sse tem mais de huum rey antre elles ... |

Як зауважують історики, щоб відповісти на всі питання короля Мануела, португальцям знадобилося велика частина століття. Однак, (нібито) існував у недавньому минулому китайський контроль над приморськими районами Індії, Малаккою і багатьма островами Південно-східної Азії, так само як і рішення китайського керівництва покинути заморські країни, незабаром стали добре відомим фактом для європейців, хоча ім'я самого Чжен Хе в європейській літературі цього періоду ніколи не з'являється. Цей погляд на історію Азії представлений вже в першій європейській книзі, присвяченій Китаю, «Tratado das cousas da China» домініканського ченця Гаспара да Круза (1569), де він підкріплений посиланнями як на різного роду архітектурні та культурні пам'ятки китайського походження в цих регіонах, так і на існуючу там «вічну пам'ять» про китайське панування. Цей же мотив повторюється і в «бестселері» іспанського августинців Хуана Гонсалеса де Мендоси (1585) «Historia de las cosas más notables, ritos y costumbres del gran reyno de la China».
Далекоглядний ветеран португальської експансії в Азії, Діогу Перейра «Малабарський» (Diogo Pereira, o Malabar) в листі, написаному дону Жуану III незадовго до своєї смерті в 1539 році, навіть рекомендував португальському королю наслідувати приклад китайців і покинути індійські колонії. Португальський історик Жуан де Барруш (1496—1570) вважав, що, припинивши сухопутну і морську колоніальну експансію, китайці були набагато більш далекоглядні ніж греки, Карфагеняни або римляни, які завойовуючи чужі країни, врешті-решт втратили свою. На думку сучасного історика Ж. М. душ Сантуш Алвеш, цим порівнянням ді Барруш також проводив паралель між китайським рішенням припинити операції в Індії і необхідністю для маленької Португалії вибрати правильні географічні пріоритети у своїй програмі глобальної експансії. Пізніше, португальська економіст часів Іберійської унії Дуарте Гомеш Соліш втягнув аргумент про залишення китайцями Індії в свої розлогі міркування про небажаність іспанської торгівлі з Китаєм (ввезення мексиканського срібла через Філіппіни), як завдає шкоди португальській торгівлі з ним же (через Індію і Макао).

### У мусульманському світі
У популярній літературі висловлювалася навіть думка, що Чжен Хе був прототипом Синдбада-мореплавця. Докази тому шукають у подібності звучання між іменами Синдбад і Саньбао і в тому, що обидва зробили по сім морських подорожей.

### В Африці
На берегах і прибережних островах південного Сомалі та північній Кенії живе невелика народність баджуні, які здавна славилися як рибалки та мореплавці. Вони говорять на суахілі і побували під сильним арабським і можливо перським впливом. Ряд авторів висловлювали і припущення, що серед їхніх предків можуть бути вихідці з Азії, зокрема, родинні полінезійцям (що не дивно, оскільки уздовж цих берегів могли б виходити з Індонезії на Мадагаскар предки нинішніхмальгашів).
Журналістами висловлювалося припущення, що, можливо, «азійська кров» та культурні риси у баджуні моряків Чжен Хе, які залишилися в Африці. Старожили невеликого клану Фамао в селі Сію (Siyu) на острові Пате в архіпелазі Ламу біля берегів Кенії стверджують, що в числі їхніх предків — китайські моряки, потерпілі там у корабельній аварії. На думку журналістів, дехто з членів цього клану навіть на вигляд більше схожий на азійців, ніж на африканців.

### В Австралії
Легенди аборигенів півострова Арнем-Ленд на півночі Австралії розповідають про те, що в давні часу їх край відвідували якісь «байджіні», які займалися ловом і обробкою трепангів, рисівництвом, будували кам'яні будинки. Хоча більшість істориків вважають, що легендарні байджіні були одним із народів нинішньої Індонезії (добре відомо, що макасар вели заготівлю трепангів у цих місцях в XVIII—XIX ст.), існує і точка зору, по якій байджіні були китайцями за походженням.
Є також інтерпретація хроніки Фей Синя, по якій флот Чжен Хе відвідав Тимор, найближчий індонезійський острів до Австралії. У зв'язку з цим американська журналіст Луїза Леватес висловлює припущення, що один із кораблів його флоту зумів досягти Австралії, хоча документальних свідчень на цей рахунок не існує. Вона також звертає увагу на схожість назв загадкових «байджінів» і африканських «баджунів».

### У західній пресі й популярній літературі
У силу свого масштабу, своєї відмінності від попередньої і наступної китайської історії і своєї зовнішньої схожості з плаваннями, які кілька десятиліть пізніше почали європейську Добу великих географічних відкриттів, плавання Чжен Хе стали одним із найвідоміших епізодів китайської історії за межами самого Китаю. Наприклад, в 1997 році журнал Life в списку 100 чоловік, які найбільше вплинули на історію в останньому тисячолітті, помістив Чжен Хе на 14-е місце (інші 3 китайці в цьому списку — Мао Цзедун, Чжу Сі і Цао Сюецінь).
У зв'язку з плаваннями Чжен Хе західні автори часто задають питання: «Як вийшло так, що європейська цивілізація за пару століть залучила в свою сферу впливу весь світ, а Китай, хоча почав великомасштабні океанські плавання раніше і з набагато більшим флотом, ніж мали Колумб і Магеллан, незабаром припинив такі експедиції і перейшов до політики ізоляціонізму?», «що було б, якби Васко да Гама зустрів на своєму шляху китайський флот, подібний флоту Чжен Хе?». Відповіді, природно, даються різні, залежно від наукових чи політичних поглядів автора. Найсвоєріднішу відповідь дає відставний британський підводник Гевін Мензіс, який у своїх книгах, що нібито китайський флот Чжен Хе відкрив Америку і доплив до Європи, але будь-яка інформація про це в джерелах про його плаванні відсутня. Історики не сприймають ці твори серйозно і вказують на непрофесійну інтерпретацію джерел у Мензіса (не володіє китайською мовою) і підміну аргументації фантазіями.